# Serie A 2012-2013
La Serie A 2012-2013 è stata la 111ª edizione della massima serie del campionato italiano di calcio (l'81ª a girone unico), disputata tra il 25 agosto 2012 e 19 maggio 2013 e conclusa con la vittoria della Juventus, al suo ventinovesimo titolo, il secondo consecutivo.
Capocannoniere del torneo è stato Edinson Cavani (Napoli) con 29 reti.

## Stagione

### Novità
A prendere il testimone di Novara, Cesena e Lecce, retrocesse in serie B nella stagione precedente (il Lecce in Lega Pro Prima Divisione a seguito delle sentenze che hanno riguardato gli eventi di Scommessopoli), nella griglia di partenza del 111º campionato italiano di calcio sono Pescara (che torna in massima serie dopo 19 anni dall'ultima partecipazione, vincendo la Serie B 2011-2012), Torino e Sampdoria (quest'ultima dopo solo un anno trascorso nella serie cadetta, ha conquistato la promozione vincendo i play-off dopo essersi piazzata come sesta nel corso della stagione regolare).
Il Cagliari, dopo vari anni di permanenza al Sant'Elia, gioca le sue partite allo Stadio Is Arenas di Quartu Sant'Elena, anche se a causa degli innumerevoli e tormentati problemi d'inagibilità all'impianto occorsi nel corso del campionato, le rimanenti partite casalinghe sono disputate al Nereo Rocco di Trieste, sede peraltro già di alcune gare giocate nel finale della scorsa stagione.
In virtù inoltre degli effetti sulle sentenze di primo grado della Commissione Disciplinare FIGC sullo scandalo del calcioscommesse, sono stati commutati per questa stagione le penalizzazioni da scontare per le seguenti società: l'Atalanta ripartirà con −2 punti, la Sampdoria e il Torino cominciano da −1 mentre per il Siena avvio con 6 punti di penalità; il Napoli invece, a cui in primo grado il 18 dicembre erano stati comminati e inflitti 2 punti di penalizzazione, è stato poi assolto il 17 gennaio 2013 dalla Corte di Giustizia Federale, che ha accolto pienamente il ricorso presentato dalla società partenopea, annullando sia la penalizzazione che le squalifiche di Cannavaro e Grava.

### Formula
Come già accaduto al via della stagione 2009-2010, le prime due giornate (26 agosto e 2 settembre) si sono articolate in quattro orari: due anticipi al sabato alle 18:00 e alle 20:45, anticipo la domenica alle 18:00 e sette partite in contemporanea sempre alle 20:45. A partire dalla 3ª giornata e fino alla 37ª compresa, a eccezione dei turni infrasettimanali e del sabato precedente la Pasqua, le sette partite domenicali torneranno a disputarsi alle ore 15:00, con posticipo serale alle ore 20:45, fermi restando i due anticipi del sabato (18:00 e 20:45).
Come nella precedente stagione, sono stati confermati gli orari di anticipi e posticipi, con un anticipo la domenica alle 12:30 e, occasionalmente, un anticipo al venerdì o un posticipo al lunedì (con apposita cancellazione dell'anticipo del sabato alle 18:00 ed eventualmente anche dell'anticipo dell'ora di pranzo domenicale, se l'anticipo del venerdì e il posticipo del lunedì accadessero nella stessa giornata) per le squadre impegnate nelle coppe europee. La soluzione del venerdì e/o del lunedì verrà utilizzata comunque non più di sette volte. Gli anticipi del sabato e il posticipo della domenica sera resteranno fissi e verrà salvaguardata la contemporaneità di sei partite alla domenica pomeriggio.
A differenza della precedente stagione in questo campionato ci saranno solamente tre turni infrasettimanali (rispetto ai cinque del precedente torneo): il 26 settembre 2012, il 31 ottobre 2012 e l'8 maggio 2013, questo per consentire di evitare di disputare gare notturne nel periodo invernale culminante con le nevicate, a tutela dell'integrità fisica dei calciatori. Le soste per le qualificazioni a Brasile 2014 sono fissate per il 9 settembre 2012, il 14 ottobre 2012 e il 24 marzo 2013, mentre il 30 dicembre il torneo si fermerà per le festività natalizie; inoltre sono previsti l'anticipo al sabato pre-natalizio per la disputa della 18ª giornata (22 dicembre) e il turno dell'Epifania (che cadrà di domenica). In più il turno del 31 marzo 2013 si giocherà il giorno precedente per le festività pasquali.
Per la stesura dei calendari si sono imposti i seguenti criteri:
- non c'è nessuna testa di serie;
- non ci sono scontri tra Inter, Juventus, Milan, Napoli e Roma nei turni infrasettimanali;
- non ci sono derby di Genova, Milano, Roma e Torino nei turni infrasettimanali;
- non ci sono derby nella prima e ultima giornata;
- i derby sono disposti in giornate differenti.

Le soste del campionato sono fissate per il 9 settembre, 14 ottobre e 30 dicembre 2012, e il 24 marzo 2013.
La Nike, sponsor principe per quanto riguarda la fornitura dei palloni ufficiali del campionato, sostituisce il "Seitiro" (introdotto la scorsa stagione) con il futuristico e colorato "Maxim". Oltre che per la Serie A, il nuovo pallone verrà usato in Premier League e Liga spagnola, e sul cuoio verrà stampato il logo del singolo campionato.
Importante novità anche dal punto di vista arbitrale: sarà infatti il primo campionato di calcio italiano della storia a prevedere l'utilizzo (sin dalla prima giornata) degli arbitri di porta, a seguito dell'approvazione dell'esperimento da parte dell'IFAB nel luglio 2012. L'esordio assoluto si è già avuto nella Supercoppa italiana 2012, disputatasi l'11 agosto.
Altra novità è l'allargamento della panchina, infatti dalla stagione in corso gli allenatori potranno portare fino a 12 giocatori in panchina, anziché 7.
Anche in questa stagione, per la settima volta consecutiva, a parità di punteggio la graduatoria finale è determinata in base alla classifica avulsa.
A qualificarsi per la Champions League saranno le prime tre squadre, come la stagione passata, in seguito al sorpasso della Germania nel ranking UEFA: le prime due alla fase a gironi, la terza al turno di play-off. La qualificazione alla Europa League sarà invece appannaggio della quarta e della quinta classificata, che accederanno ai preliminari, e della vincitrice della Coppa Italia, che accederà ai gironi. Qualora la detentrice della Coppa Italia fosse già qualificata alla Champions League subentrerebbe la finalista perdente (la quale però partirebbe dai preliminari, cedendo il posto ai gironi alla quarta classificata), mentre se si qualificasse per l'Europa League tramite piazzamento in campionato oppure entrambe le finaliste si qualificassero per la Champions League, allora accederebbe la sesta classificata del campionato.

### Calciomercato

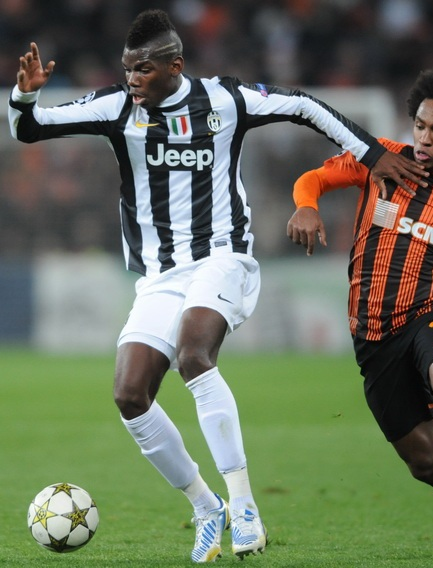
Paul Pogba, neoacquisto della : dopo un avvio in sordina, il giovane francese emerge quale maggiore rivelazione del torneo, imponendosi repentinamente titolare nel centrocampo dei bianconeri riconfermatisi campioni d'Italia.

La Juventus campione uscente si rinforza acquistando dall'Udinese l'esterno Asamoah, e consolida la rosa riscattando la metà dei cartellini di Giovinco e Giaccherini; inizialmente accolto sottotraccia, arriva in bianconero a parametro zero anche il promettente centrocampista Pogba, ex Manchester Utd, il quale presto s'imporrà nell'undici titolare. Quasi tutti i protagonisti del precedente scudetto vengono confermati, ad eccezione della bandiera Del Piero, al passo d'addio dopo diciannove stagioni a Torino, e dell'ex romanista Borriello.
Il Milan, per far fronte a sopravvenute esigenze di bilancio, deve cedere i suoi pezzi pregiati Ibrahimović e Thiago Silva, finiti al Paris Saint-Germain, sostituendoli rispettivamente con Pazzini, in uno scambio con l'Inter che coinvolge anche Cassano, e Zapata. Molto rinnovato appare il centrocampo, grazie all'ex Manchester City, De Jong, e agli svincolati Muntari, Montolivo e Traoré, mentre in attacco, al riscatto completo di El Shaarawy si aggiunge in extremis l'ex giallorosso Bojan, di proprietà del Barcellona. Agli addii si devono aggiungere anche quelli di gran parte della vecchia guardia, Nesta, Zambrotta, Gattuso, Seedorf, van Bommel e Inzaghi, ai quali non viene rinnovato il contratto. La società sarà tuttavia la protagonista del mercato di gennaio con il ritorno a Milano dell'ex interista Balotelli.
Anche l'Inter rivoluziona la squadra cedendo il succitato Pazzini ai concittadini rossoneri, Maicon al Manchester City, Júlio César al QPR, Diego Forlán all'Internacional e Pandev al Napoli, sostituendoli con elementi quali Handanovič, Pereira, Cassano, Gargano e Palacio. Tra le altre operazioni, le mancate conferme di Poli e Zárate, che tornano alle loro squadre d'appartenenza, e il riscatto di Guarín dal Porto.
La Roma, che vede il ritorno in panchina di Zdeněk Zeman dopo tredici anni, bissa l'acquisto dell'estate italiana comprando per 16 milioni Destro, giovane attaccante del Siena, e per 4,5 milioni Balzaretti, terzino del Palermo. In porta arriva Goicoechea; in difesa si pesca dal Corinthians comprando Castán, Dodô e Marquinhos oltre al paraguaiano Piris; in mezzo al campo si punta sul giovane Florenzi, cresciuto nel vivaio giallorosso e reduce da un positivo prestito al Crotone, oltre al greco Tachtsidīs e allo statunitense Bradley. Sul fronte cessioni, si fa piazza pulita di quasi tutti i giocatori voluti dall'ex tecnico Luis Enrique appena l'anno precedente, oltre a Borini che passa al Liverpool.

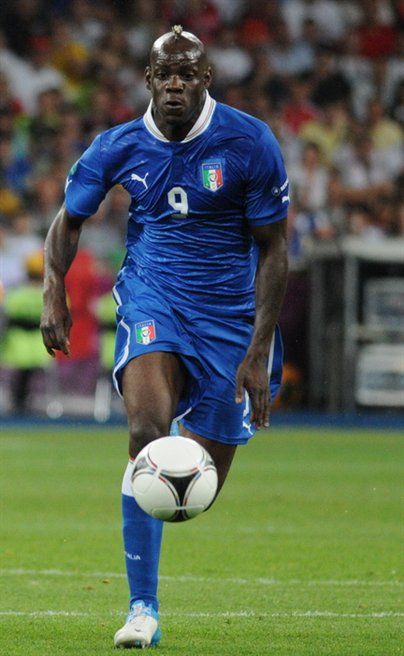
Il ritorno in Serie A di Mario Balotelli, acquistato dal, è la maggiore novità della sessione invernale di mercato: con 12 gol nel girone di ritorno, l'attaccante trascina i rossoneri nella rincorsa alla zona Champions.

Grandi cambiamenti anche in una Fiorentina che, agli ordini del neoallenatore Vincenzo Montella prelevato dal Catania, vede il ritorno di Toni e gli arrivi di giocatori importanti come Borja Valero, Aquilani, Roncaglia, Savic, Pizarro, Gonzalo, Cuadrado (quest'ultimo in prestito dall'Udinese) e del portiere Viviano (in prestito dal Palermo); vengono ceduti, svincolati o dati in prestito quasi tutti i protagonisti in negativo della precedente stagione, tra cui il capitano Montolivo, Cerci, Vargas e Lazzari; inoltre si aggiungono le vendite di Behrami al Napoli e, a campionato iniziato, Nastasić al Manchester City.
Infine, proprio il Napoli e la Lazio optano per un mercato con pochi movimenti: gli azzurri, oltre al succitato Behrami, fanno tornare alla base Insigne e cedono Lavezzi al Paris Saint-Germain, mentre i biancocelesti del nuovo allenatore Vladimir Petković puntano sul brasiliano Ederson e sul francese Ciani.

### Avvenimenti

#### Girone di andata
Attesa da una corsa solitaria in base ai pronostici formulati alla vigilia, la Juventus fu invece accompagnata dal Napoli durante i primi 270': brevemente scioltosi in occasione della quarta giornata, il duo si ricompose già nel turno infrasettimanale del 26 settembre 2012.
Staccati gli azzurri dopo la vittoria del confronto diretto allo Stadium, la compagine sabauda resistette in seguito all'assalto delle milanesi pur venendo battuta da entrambe in novembre: della generica incostanza meneghina beneficiarono proprio i redivivi campani, tornati in scia assieme alla Fiorentina. Dal gruppo d'inseguitrici emerse temporaneamente una Lazio fin lì relegata alla quinta posizione, obiettivo peraltro conteso dai concittadini romanisti: l'affacciarsi dei biancocelesti non impensierì tuttavia gli uomini di Conte, i quali si cucirono anzitempo sul petto un simbolico riconoscimento d'inverno regolando a domicilio la discreta Atalanta il 16 dicembre.
Una situazione similare a quella orobica fu vissuta dal Chievo, il cui scenario registrava cospicui vantaggi sulle pericolanti isolane: campanelli d'allarme suonarono anche in casa felsinea e granata, mentre il Pescara sembrò porsi al riparo dagli assilli che caratterizzarono la stagione del penalizzato Siena. Suscitò quindi interesse il rendimento del Catania, protagonista del centro-classifica a breve distanza da parmensi e friulani. Deficitario infine il bilancio delle genovesi, sia pur con gli acuti di marca doriana: presentatisi al via espugnando il Meazza rossonero, i blucerchiati archiviarono la fase di andata violando il terreno della Vecchia Signora per un risultato che contribuì a limare a 5 punti il ritardo laziale dalla vetta.

#### Girone di ritorno

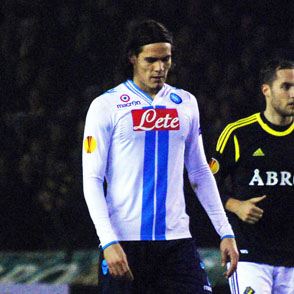
L'uruguaiano Edinson Cavani, centravanti del secondo classificato, vince la classifica marcatori con 29 reti.

Rientrata in carreggiata nel volgere di pochi turni, la squadra partenopea mancò l'aggancio alla capolista dopo un passo falso da questa compiuto sul terreno giallorosso: mantenute 6 lunghezze di margine impattando al San Paolo, i torinesi ipotecarono de facto la riconferma il 10 marzo 2013 quando, avendo la meglio allo scadere di un pugnace Catania, accrebbero a +9 il distacco sugli avversari da par loro fermati a Verona. Stati d'animo contrastanti pervasero invece Milano dove il neoacquisto Balotelli condusse il Diavolo a una rimonta, in simultanea al crollo verticale che pose a repentaglio le chance interiste in chiave UEFA.
Scavato un solco di 11 punti sulla seconda posizione, la compagine bianconera festeggiò una riuscita difesa del titolo il 5 maggio annientando le resistenze di un sempre più inguaiato Palermo: per l'allenatore Conte tale successo rappresentò il settimo tricolore vinto col sodalizio piemontese, computando anche i cinque titoli ottenuti nei trascorsi da giocatore.
Nel medesimo pomeriggio l'aritmetica condannò in via definitiva gli abruzzesi, sul cui conto pesarono 17 battute d'arresto che nella tornata finale inficiarono una salvezza virtualmente agguantata al giro di boa. In occasione del penultimo turno, furono i suddetti rosanero ad aggiungersi al Delfino: con l'iniziale handicap a gravarne sul cammino, anche una storica provinciale quale il Siena vide calare un sipario sulla propria esperienza in A. Gli insufficienti numeri colti nella fase di ritorno avallarono una stagione fallimentare per l'Inter, esclusa addirittura dal percorso estivo di Europa League a differenza dell'Udinese. Degna di menzione l'annata catanese con l'ottavo posto e i 56 punti raggiunti dagli etnei a costituirne un record.
Un sorpasso in extremis operato dal Milan ai danni della Fiorentina valse ai lombardi il terzo posto, coi gigliati — pur a capo di un torneo vissuto stabilmente nei quartieri alti — obbligati a contentarsi di una manifestazione minore cui ebbe accesso anche la Lazio (preceduta in graduatoria dai concittadini) imponendosi nel derby capitolino che assegnava la coppa nazionale. Da segnalare anche l'agevole permanenza in categoria conseguita dalla Sampdoria, peraltro unica avversaria a sconfiggere i campioni d'Italia in entrambi gli appuntamenti stagionali.

## Squadre partecipanti

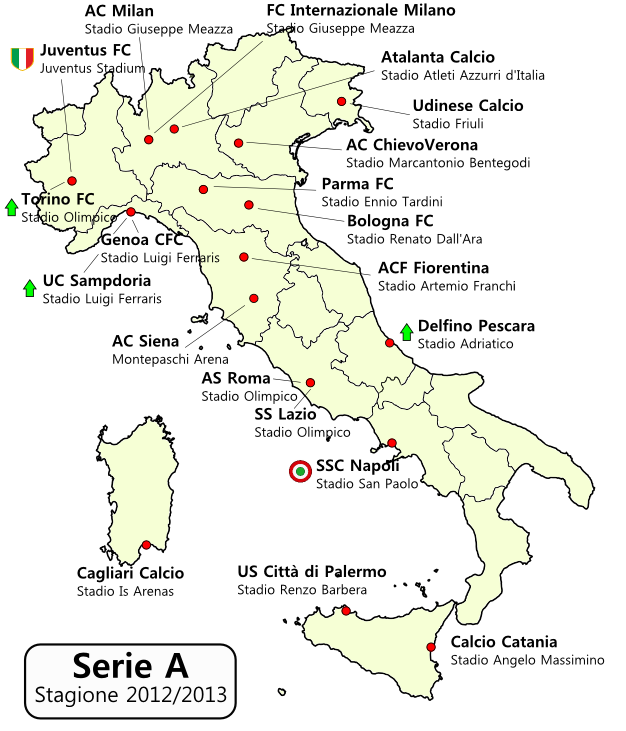
Ubicazione delle squadre della Serie A 2012-2013

| Club       | Stagione | Città    | Stadio                                     | Stagione precedente                           |
| ---------- | -------- | -------- | ------------------------------------------ | --------------------------------------------- |
| Atalanta   | dettagli | Bergamo  | Stadio Atleti Azzurri d'Italia             | 12º posto in Serie A                          |
| Bologna    | dettagli | Bologna  | Stadio Renato Dall'Ara                     | 9º posto in Serie A                           |
| Cagliari   | dettagli | Cagliari | Stadio Is Arenas (Quartu Sant'Elena)       | 15º posto in Serie A                          |
| Catania    | dettagli | Catania  | Stadio Angelo Massimino (Cibali)           | 11º posto in Serie A                          |
| Chievo     | dettagli | Verona   | Stadio Marcantonio Bentegodi               | 10º posto in Serie A                          |
| Fiorentina | dettagli | Firenze  | Stadio Artemio Franchi                     | 13º posto in Serie A                          |
| Genoa      | dettagli | Genova   | Stadio Luigi Ferraris (Marassi)            | 17º posto in Serie A                          |
| Inter      | dettagli | Milano   | Stadio Giuseppe Meazza (San Siro)          | 6º posto in Serie A                           |
| Juventus   | dettagli | Torino   | Juventus Stadium                           | 1º posto in Serie A                           |
| Lazio      | dettagli | Roma     | Stadio Olimpico di Roma                    | 4º posto in Serie A                           |
| Milan      | dettagli | Milano   | Stadio Giuseppe Meazza (San Siro)          | 2º posto in Serie A                           |
| Napoli     | dettagli | Napoli   | Stadio San Paolo                           | 5º posto in Serie A                           |
| Palermo    | dettagli | Palermo  | Stadio Renzo Barbera (La Favorita)         | 16º posto in Serie A                          |
| Parma      | dettagli | Parma    | Stadio Ennio Tardini                       | 8º posto in Serie A                           |
| Pescara    | dettagli | Pescara  | Stadio Adriatico-Giovanni Cornacchia       | 1º posto in Serie B, promosso                 |
| Roma       | dettagli | Roma     | Stadio Olimpico di Roma                    | 7º posto in Serie A                           |
| Sampdoria  | dettagli | Genova   | Stadio Luigi Ferraris (Marassi)            | 6º posto in Serie B, promossa dopo i play-off |
| Siena      | dettagli | Siena    | Stadio Artemio Franchi - Montepaschi Arena | 14º posto in Serie A                          |
| Torino     | dettagli | Torino   | Stadio Olimpico di Torino                  | 2º posto in Serie B, promosso                 |
| Udinese    | dettagli | Udine    | Stadio Friuli                              | 3º posto in Serie A                           |

## Allenatori e primatisti
La maggior parte dei club conferma gli allenatori ingaggiati all'inizio della passata stagione, eccetto Genoa, Inter e Parma, che confermano Luigi De Canio, Andrea Stramaccioni e Roberto Donadoni dopo essere subentrati a stagione in corso rispettivamente ad Alberto Malesani, Claudio Ranieri e Franco Colomba. La Fiorentina ingaggia Vincenzo Montella, quest'ultimo rimpiazzato nel Catania da Rolando Maran. Edoardo Reja, dopo due anni alla Lazio, lascia il club biancoceleste, sostituito dal bosniaco naturalizzato svizzero Vladimir Petković. Il Palermo ingaggia Giuseppe Sannino, il quale lascia il posto nel Siena a Serse Cosmi, dopo aver guidato il Lecce fino alla sua retrocessione. Dopo aver condotto il Pescara alla promozione in Serie A, Zdeněk Zeman viene ingaggiato dalla Roma, sostituito da Giovanni Stroppa come tecnico dei delfini. Ciro Ferrara invece prende il comando come allenatore della Sampdoria, dopo la promozione dei blucerchiati tramite il piazzamento al sesto posto in Serie B e la conquista dei play-off. In seguito alla squalifica di Antonio Conte e del suo vice Angelo Alessio per omessa denuncia nell'ambito del Calcioscommesse, dal 4 agosto al 7 ottobre 2012 sulla panchina della Juventus è stato seduto Massimo Carrera, quindi dal 20 ottobre, termine della propria squalifica, è subentrato Alessio fino al 1º dicembre 2012 e infine Conte prende di nuovo il timone della squadra l'8 dicembre 2012, nella gara esterna contro il Palermo.
| Squadra    | Allenatore | Calciatore più presente (tra parentesi il numero delle presenze) | Cannoniere (tra parentesi il numero dei gol) |
| ---------- | --- | ---------------------------------------------------------------- | -------------------------------------------- |
| Atalanta   | Stefano Colantuono | Germán Denis (36)                                                | Germán Denis (15)                            |
| Bologna    | Stefano Pioli | Alberto Gilardino (36)                                           | Alberto Gilardino (13)                       |
| Cagliari   | Massimo Ficcadenti (1ª-6ª) Ivo Pulga (7ª-38ª)                                                                                               | Víctor Ibarbo (35)                                               | Marco Sau (12)                               |
| Catania    | Rolando Maran | Lucas Castro, Alejandro Darío Gómez (36)                         | Gonzalo Bergessio (13)                       |
| Chievo     | Domenico Di Carlo (1ª-6ª) Eugenio Corini (7ª-38ª)                                                                                           | Cyril Théréau (37)                                               | Cyril Théréau (11)                           |
| Fiorentina | Vincenzo Montella | Borja Valero (37)                                                | Stevan Jovetić (13)                          |
| Genoa      | Luigi De Canio (1ª-8ª) Luigi Delneri (9ª-21ª) Davide Ballardini (22ª-38ª)                                                                   | Sébastien Frey (36)                                              | Marco Borriello (12)                         |
| Inter      | Andrea Stramaccioni | Samir Handanovič (35)                                            | Rodrigo Palacio (12)                         |
| Juventus   | Antonio Conte | Andrea Barzagli (34)                                             | Arturo Vidal, Mirko Vučinić (10)             |
| Lazio      | Vladimir Petković | Cristian Daniel Ledesma (36)                                     | Miroslav Klose (15)                          |
| Milan      | Massimiliano Allegri | Stephan El Shaarawy (37)                                         | Stephan El Shaarawy (16)                     |
| Napoli     | Walter Mazzarri | Marek Hamšík (38)                                                | Edinson Cavani (29)                          |
| Palermo    | Giuseppe Sannino (1ª-3ª) Gian Piero Gasperini (4ª-23ª) Alberto Malesani (24ª-26ª) Gian Piero Gasperini (27ª-28ª) Giuseppe Sannino (29ª-38ª) | Steve von Bergen (34)                                            | Josip Iličič (10)                            |
| Parma      | Roberto Donadoni | Marco Parolo (36)                                                | Amauri (10)                                  |
| Pescara    | Giovanni Stroppa (1ª-13ª) Cristiano Bergodi (14ª-27ª) Cristian Bucchi (28ª-38ª)                                                             | Emmanuel Cascione (30)                                           | Mervan Çelik, Vladimír Weiss (4)             |
| Roma       | Zdeněk Zeman (1ª-23ª) Aurelio Andreazzoli (24ª-38ª)                                                                                         | Alessandro Florenzi (36)                                         | Pablo Osvaldo (16)                           |
| Sampdoria  | Ciro Ferrara (1ª-17ª) Delio Rossi (18ª-38ª)                                                                                                 | Marcelo Estigarribia, Pedro Obiang (34)                          | Mauro Icardi (10)                            |
| Siena      | Serse Cosmi (1ª-17ª) Giuseppe Iachini (18ª-38ª)                                                                                             | Gianluca Pegolo (38)                                             | Innocent Emeghara (7)                        |
| Torino     | Gian Piero Ventura | Jean François Gillet (37)                                        | Rolando Bianchi (11)                         |
| Udinese    | Francesco Guidolin | Roberto Pereyra (37)                                             | Antonio Di Natale (23)                       |

## Classifica finale
|        | Pos. | Squadra        | Pt | G  | V  | N  | P  | GF | GS | DR  |
| ------ | ---- | -------------- | -- | -- | -- | -- | -- | -- | -- | --- |
|        | 1.   | Juventus       | 87 | 38 | 27 | 6  | 5  | 71 | 24 | +47 |
|        | 2.   | Napoli         | 78 | 38 | 23 | 9  | 6  | 73 | 36 | +37 |
|        | 3.   | Milan          | 72 | 38 | 21 | 9  | 8  | 67 | 39 | +28 |
|        | 4.   | Fiorentina     | 70 | 38 | 21 | 7  | 10 | 72 | 44 | +28 |
|        | 5.   | Udinese        | 66 | 38 | 18 | 12 | 8  | 59 | 45 | +14 |
|        | 6.   | Roma           | 62 | 38 | 18 | 8  | 12 | 71 | 56 | +15 |
| [ 82 ] | 7.   | Lazio          | 61 | 38 | 18 | 7  | 13 | 51 | 42 | +9  |
|        | 8.   | Catania        | 56 | 38 | 15 | 11 | 12 | 50 | 46 | +4  |
|        | 9.   | Inter          | 54 | 38 | 16 | 6  | 16 | 55 | 57 | -2  |
|        | 10.  | Parma          | 49 | 38 | 13 | 10 | 15 | 45 | 46 | -1  |
|        | 11.  | Cagliari       | 47 | 38 | 12 | 11 | 15 | 43 | 55 | -12 |
|        | 12.  | Chievo         | 45 | 38 | 12 | 9  | 17 | 37 | 52 | -15 |
|        | 13.  | Bologna        | 44 | 38 | 11 | 11 | 16 | 46 | 52 | -6  |
|        | 14.  | Sampdoria (-1) | 42 | 38 | 11 | 10 | 17 | 43 | 51 | -8  |
|        | 15.  | Atalanta (-2)  | 40 | 38 | 11 | 9  | 18 | 39 | 56 | -17 |
|        | 16.  | Torino (-1)    | 39 | 38 | 8  | 16 | 14 | 46 | 55 | -9  |
|        | 17.  | Genoa          | 38 | 38 | 8  | 14 | 16 | 38 | 52 | -14 |
|        | 18.  | Palermo        | 32 | 38 | 6  | 14 | 18 | 34 | 54 | -20 |
|        | 19.  | Siena (-6)     | 30 | 38 | 9  | 9  | 20 | 36 | 57 | -21 |
|        | 20.  | Pescara        | 22 | 38 | 6  | 4  | 28 | 27 | 84 | -57 |

Legenda:
      Campione d'Italia e ammessa alla fase a gironi della UEFA Champions League 2013-2014
      Ammessa alla fase a gironi della UEFA Champions League 2013-2014
      Ammessa agli spareggi (percorso piazzate) della UEFA Champions League 2013-2014
      Ammessa alla fase a gironi della UEFA Europa League 2013-2014 per vittoria della coppa nazionale
      Ammesse alle qualificazioni della UEFA Europa League 2013-2014, uno o due turni secondo il piazzamento
      Retrocesse in Serie B 2013-2014
Regolamento:
Tre punti a vittoria, uno a pareggio, zero a sconfitta.
In caso di arrivo di due o più squadre a pari punti, la graduatoria verrà stilata secondo la classifica avulsa tra le squadre interessate che prevede, in ordine, i seguenti criteri:
- Punti negli scontri diretti
- Differenza reti negli scontri diretti
- Differenza reti generale
- Reti realizzate in generale
- Sorteggio

Note:
Il Siena ha scontato 6 punti di penalizzazione.
L'Atalanta ha scontato 2 punti di penalizzazione.
Sampdoria e Torino hanno scontato 1 punto di penalizzazione.

### Squadra campione
| Formazione tipo (3-5-1-1) | Giocatori (presenze)      |
| --- | ------------------------- |
| Buffon Barzagli Bonucci Chiellini Lichtsteiner Vidal Pirlo Pogba Asamoah Vučinić Marchisio (Giovinco) | Gianluigi Buffon (32)     |
| Buffon Barzagli Bonucci Chiellini Lichtsteiner Vidal Pirlo Pogba Asamoah Vučinić Marchisio (Giovinco) | Andrea Barzagli (34)      |
| Buffon Barzagli Bonucci Chiellini Lichtsteiner Vidal Pirlo Pogba Asamoah Vučinić Marchisio (Giovinco) | Leonardo Bonucci (33)     |
| Buffon Barzagli Bonucci Chiellini Lichtsteiner Vidal Pirlo Pogba Asamoah Vučinić Marchisio (Giovinco) | Giorgio Chiellini (24)    |
| Buffon Barzagli Bonucci Chiellini Lichtsteiner Vidal Pirlo Pogba Asamoah Vučinić Marchisio (Giovinco) | Stephan Lichtsteiner (28) |
| Buffon Barzagli Bonucci Chiellini Lichtsteiner Vidal Pirlo Pogba Asamoah Vučinić Marchisio (Giovinco) | Arturo Vidal (31)         |
| Buffon Barzagli Bonucci Chiellini Lichtsteiner Vidal Pirlo Pogba Asamoah Vučinić Marchisio (Giovinco) | Andrea Pirlo (32)         |
| Buffon Barzagli Bonucci Chiellini Lichtsteiner Vidal Pirlo Pogba Asamoah Vučinić Marchisio (Giovinco) | Paul Pogba (27)           |
| Buffon Barzagli Bonucci Chiellini Lichtsteiner Vidal Pirlo Pogba Asamoah Vučinić Marchisio (Giovinco) | Kwadwo Asamoah (27)       |
| Buffon Barzagli Bonucci Chiellini Lichtsteiner Vidal Pirlo Pogba Asamoah Vučinić Marchisio (Giovinco) | Claudio Marchisio (29)    |
| Buffon Barzagli Bonucci Chiellini Lichtsteiner Vidal Pirlo Pogba Asamoah Vučinić Marchisio (Giovinco) | Mirko Vučinić (31)        |
| Altri giocatori: Sebastian Giovinco (31), Fabio Quagliarella (27), Alessandro Matri (22), Simone Padoin (20), Martín Cáceres (18), Emanuele Giaccherini (17), Paolo De Ceglie (14), Federico Peluso (12), Mauricio Isla (11), Luca Marrone (10), Nicklas Bendtner (9), Marco Storari (6), Nicolas Anelka (2), Stefano Beltrame (1), Lúcio (1), Simone Pepe (1), Rubinho (1). |                           |

## Risultati

### Tabellone
Leggendo per riga si hanno i risultati casalinghi della squadra indicata in prima colonna, mentre leggendo per colonna si hanno i risultati in trasferta della squadra in prima riga.
|            | Ata  | Bol  | Cag  | Cat  | Chi  | Fio  | Gen  | Int  | Juv  | Laz  | Mil  | Nap  | Pal  | Par  | Pes  | Rom  | Sam  | Sie  | Tor  | Udi  |
| ---------- | ---- | ---- | ---- | ---- | ---- | ---- | ---- | ---- | ---- | ---- | ---- | ---- | ---- | ---- | ---- | ---- | ---- | ---- | ---- | ---- |
| Atalanta   | –––– | 1-1  | 1-1  | 0-0  | 2-2  | 0-2  | 0-1  | 3-2  | 0-1  | 0-1  | 0-1  | 1-0  | 1-0  | 2-1  | 2-1  | 2-3  | 0-0  | 2-1  | 1-5  | 1-1  |
| Bologna    | 2-1  | –––– | 3-0  | 4-0  | 4-0  | 2-1  | 0-0  | 1-3  | 0-2  | 0-0  | 1-3  | 0-3  | 3-0  | 1-2  | 1-1  | 3-3  | 1-1  | 1-1  | 2-2  | 1-1  |
| Cagliari   | 1-1  | 1-0  | –––– | 0-0  | 0-2  | 2-1  | 2-1  | 2-0  | 1-3  | 1-0  | 1-1  | 0-1  | 1-1  | 0-1  | 1-2  | 0-3  | 3-1  | 4-2  | 4-3  | 0-1  |
| Catania    | 2-1  | 1-0  | 0-0  | –––– | 2-1  | 2-1  | 3-2  | 2-3  | 0-1  | 4-0  | 1-3  | 0-0  | 1-1  | 2-0  | 1-0  | 1-0  | 3-1  | 3-0  | 0-0  | 3-1  |
| Chievo     | 1-0  | 2-0  | 0-0  | 0-0  | –––– | 1-1  | 0-1  | 0-2  | 1-2  | 1-3  | 0-1  | 2-0  | 1-1  | 1-1  | 2-0  | 1-0  | 2-1  | 0-0  | 1-1  | 2-2  |
| Fiorentina | 4-1  | 1-0  | 4-1  | 2-0  | 2-1  | –––– | 3-2  | 4-1  | 0-0  | 2-0  | 2-2  | 1-1  | 1-0  | 2-0  | 0-2  | 0-1  | 2-2  | 4-1  | 4-3  | 2-1  |
| Genoa      | 1-1  | 2-0  | 2-0  | 0-2  | 2-4  | 0-1  | –––– | 0-0  | 1-3  | 3-2  | 0-2  | 2-4  | 1-1  | 1-1  | 4-1  | 2-4  | 1-1  | 2-2  | 1-1  | 1-0  |
| Inter      | 3-4  | 0-1  | 2-2  | 2-0  | 3-1  | 2-1  | 1-1  | –––– | 1-2  | 1-3  | 1-1  | 2-1  | 1-0  | 1-0  | 2-0  | 1-3  | 3-2  | 0-2  | 2-2  | 2-5  |
| Juventus   | 3-0  | 2-1  | 1-1  | 1-0  | 2-0  | 2-0  | 1-1  | 1-3  | –––– | 0-0  | 1-0  | 2-0  | 1-0  | 2-0  | 2-1  | 4-1  | 1-2  | 3-0  | 3-0  | 4-0  |
| Lazio      | 2-0  | 6-0  | 2-1  | 2-1  | 0-1  | 0-2  | 0-1  | 1-0  | 0-2  | –––– | 3-2  | 1-1  | 3-0  | 2-1  | 2-0  | 3-2  | 2-0  | 2-1  | 1-1  | 3-0  |
| Milan      | 0-1  | 2-1  | 2-0  | 4-2  | 5-1  | 1-3  | 1-0  | 0-1  | 1-0  | 3-0  | –––– | 1-1  | 2-0  | 2-1  | 4-1  | 0-0  | 0-1  | 2-1  | 1-0  | 2-1  |
| Napoli     | 3-2  | 2-3  | 3-2  | 2-0  | 1-0  | 2-1  | 2-0  | 3-1  | 1-1  | 3-0  | 2-2  | –––– | 3-0  | 3-1  | 5-1  | 4-1  | 0-0  | 2-1  | 1-1  | 2-1  |
| Palermo    | 1-2  | 1-1  | 1-1  | 3-1  | 4-1  | 0-3  | 0-0  | 1-0  | 0-1  | 2-2  | 2-2  | 0-3  | –––– | 1-3  | 1-1  | 2-0  | 2-0  | 1-2  | 0-0  | 2-3  |
| Parma      | 2-0  | 0-2  | 4-1  | 1-2  | 2-0  | 1-1  | 0-0  | 1-0  | 1-1  | 0-0  | 1-1  | 1-2  | 2-1  | –––– | 3-0  | 3-2  | 2-1  | 0-0  | 4-1  | 0-3  |
| Pescara    | 0-0  | 2-3  | 0-2  | 2-1  | 0-2  | 1-5  | 2-0  | 0-3  | 1-6  | 0-3  | 0-4  | 0-3  | 1-0  | 2-0  | –––– | 0-1  | 2-3  | 2-3  | 0-2  | 0-1  |
| Roma       | 2-0  | 2-3  | 2-4  | 2-2  | 0-1  | 4-2  | 3-1  | 1-1  | 1-0  | 1-1  | 4-2  | 2-1  | 4-1  | 2-0  | 1-1  | –––– | 1-1  | 4-0  | 2-0  | 2-3  |
| Sampdoria  | 1-2  | 1-0  | 0-1  | 1-1  | 2-0  | 0-3  | 3-1  | 0-2  | 3-2  | 0-1  | 0-0  | 0-1  | 1-3  | 1-0  | 6-0  | 3-1  | –––– | 2-1  | 1-1  | 0-2  |
| Siena      | 0-2  | 1-0  | 0-0  | 1-3  | 0-1  | 0-1  | 1-0  | 3-1  | 1-2  | 3-0  | 1-2  | 0-2  | 0-0  | 0-0  | 1-0  | 1-3  | 1-0  | –––– | 0-0  | 2-2  |
| Torino     | 2-1  | 1-0  | 0-1  | 2-2  | 2-0  | 2-2  | 0-0  | 0-2  | 0-2  | 1-0  | 2-4  | 3-5  | 0-0  | 1-3  | 3-0  | 1-2  | 0-0  | 3-2  | –––– | 0-0  |
| Udinese    | 2-1  | 0-0  | 4-1  | 2-2  | 3-1  | 3-1  | 0-0  | 3-0  | 1-4  | 1-0  | 2-1  | 0-0  | 1-1  | 2-2  | 1-0  | 1-1  | 3-1  | 1-0  | 1-0  | –––– |

### Calendario
Il sorteggio del calendario è avvenuto il 26 luglio 2012 presso gli studi televisivi Interactive Group a Milano, con copertura televisiva offerta da Sky Sport.
| andata (1ª) | andata (1ª) | 1ª giornata        | ritorno (20ª) | ritorno (20ª) |
|             |             |                    |               |               |
| 26 ago.     | 0-1         | Atalanta-Lazio     | 0-2           | 13 gen.       |
| 26 ago.     | 2-0         | Chievo-Bologna     | 0-4           | 12 gen.       |
| 25 ago.     | 2-1         | Fiorentina-Udinese | 1-3           | 13 gen.       |
| 26 ago.     | 2-0         | Genoa-Cagliari     | 1-2           | 13 gen.       |
| 25 ago.     | 2-0         | Juventus-Parma     | 1-1           | 13 gen.       |
| 26 ago.     | 0-1         | Milan-Sampdoria    | 0-0           | 13 gen.       |
| 26 ago.     | 0-3         | Palermo-Napoli     | 0-3           | 13 gen.       |
| 26 ago.     | 0-3         | Pescara-Inter      | 0-2           | 12 gen.       |
| 26 ago.     | 2-2         | Roma-Catania       | 0-1           | 13 gen.       |
| 26 ago.     | 0-0         | Siena-Torino       | 2-3           | 13 gen.       |

| andata (2ª) | andata (2ª) | 2ª giornata       | ritorno (21ª) | ritorno (21ª) |
|             |             |                   |               |               |
| 1º set.     | 1-3         | Bologna-Milan     | 1-2           | 20 gen.       |
| 2 set.      | 1-1         | Cagliari-Atalanta | 1-1           | 20 gen.       |
| 2 set.      | 3-2         | Catania-Genoa     | 2-0           | 20 gen.       |
| 2 set.      | 1-3         | Inter-Roma        | 1-1           | 20 gen.       |
| 2 set.      | 3-0         | Lazio-Palermo     | 2-2           | 19 gen.       |
| 2 set.      | 2-1         | Napoli-Fiorentina | 1-1           | 20 gen.       |
| 2 set.      | 2-0         | Parma-Chievo      | 1-1           | 20 gen.       |
| 2 set.      | 2-1         | Sampdoria-Siena   | 0-1           | 20 gen.       |
| 1º set.     | 3-0         | Torino-Pescara    | 2-0           | 20 gen.       |
| 2 set.      | 1-4         | Udinese-Juventus  | 0-4           | 19 gen.       |

| andata (1ª) | andata (1ª) | 1ª giornata        | ritorno (20ª) | ritorno (20ª) |
|             |             |                    |               |               |
| 26 ago.     | 0-1         | Atalanta-Lazio     | 0-2           | 13 gen.       |
| 26 ago.     | 2-0         | Chievo-Bologna     | 0-4           | 12 gen.       |
| 25 ago.     | 2-1         | Fiorentina-Udinese | 1-3           | 13 gen.       |
| 26 ago.     | 2-0         | Genoa-Cagliari     | 1-2           | 13 gen.       |
| 25 ago.     | 2-0         | Juventus-Parma     | 1-1           | 13 gen.       |
| 26 ago.     | 0-1         | Milan-Sampdoria    | 0-0           | 13 gen.       |
| 26 ago.     | 0-3         | Palermo-Napoli     | 0-3           | 13 gen.       |
| 26 ago.     | 0-3         | Pescara-Inter      | 0-2           | 12 gen.       |
| 26 ago.     | 2-2         | Roma-Catania       | 0-1           | 13 gen.       |
| 26 ago.     | 0-0         | Siena-Torino       | 2-3           | 13 gen.       |

| andata (2ª) | andata (2ª) | 2ª giornata       | ritorno (21ª) | ritorno (21ª) |
|             |             |                   |               |               |
| 1º set.     | 1-3         | Bologna-Milan     | 1-2           | 20 gen.       |
| 2 set.      | 1-1         | Cagliari-Atalanta | 1-1           | 20 gen.       |
| 2 set.      | 3-2         | Catania-Genoa     | 2-0           | 20 gen.       |
| 2 set.      | 1-3         | Inter-Roma        | 1-1           | 20 gen.       |
| 2 set.      | 3-0         | Lazio-Palermo     | 2-2           | 19 gen.       |
| 2 set.      | 2-1         | Napoli-Fiorentina | 1-1           | 20 gen.       |
| 2 set.      | 2-0         | Parma-Chievo      | 1-1           | 20 gen.       |
| 2 set.      | 2-1         | Sampdoria-Siena   | 0-1           | 20 gen.       |
| 1º set.     | 3-0         | Torino-Pescara    | 2-0           | 20 gen.       |
| 2 set.      | 1-4         | Udinese-Juventus  | 0-4           | 19 gen.       |

| andata (3ª) | andata (3ª) | 3ª giornata        | ritorno (22ª) | ritorno (22ª) |
|             |             |                    |               |               |
| 16 set.     | 1-3         | Chievo-Lazio       | 1-0           | 26 gen.       |
| 16 set.     | 2-0         | Fiorentina-Catania | 1-2           | 27 gen.       |
| 16 set.     | 1-3         | Genoa-Juventus     | 1-1           | 26 gen.       |
| 15 set.     | 0-1         | Milan-Atalanta     | 1-0           | 27 gen.       |
| 16 set.     | 3-1         | Napoli-Parma       | 2-1           | 27 gen.       |
| 15 set.     | 1-1         | Palermo-Cagliari   | 1-1           | 27 gen.       |
| 16 set.     | 2-3         | Pescara-Sampdoria  | 0-6           | 27 gen.       |
| 16 set.     | 2-3         | Roma-Bologna       | 3-3           | 27 gen.       |
| 16 set.     | 2-2         | Siena-Udinese      | 0-1           | 27 gen.       |
| 16 set.     | 0-2         | Torino-Inter       | 2-2           | 27 gen.       |

| andata (4ª) | andata (4ª) | 4ª giornata      | ritorno (23ª) | ritorno (23ª) |
|             |             |                  |               |               |
| 23 set.     | 1-0         | Atalanta-Palermo | 2-1           | 3 feb.        |
| 23 set.     | 1-1         | Bologna-Pescara  | 3-2           | 3 feb.        |
| 23 set.     | 0-3         | Cagliari-Roma    | 4-2           | 1º feb.       |
| 23 set.     | 0-0         | Catania-Napoli   | 0-2           | 2 feb.        |
| 23 set.     | 0-2         | Inter-Siena      | 1-3           | 3 feb.        |
| 22 set.     | 2-0         | Juventus-Chievo  | 2-1           | 3 feb.        |
| 23 set.     | 0-1         | Lazio-Genoa      | 2-3           | 3 feb.        |
| 22 set.     | 1-1         | Parma-Fiorentina | 0-2           | 3 feb.        |
| 23 set.     | 1-1         | Sampdoria-Torino | 0-0           | 2 feb.        |
| 23 set.     | 2-1         | Udinese-Milan    | 1-2           | 3 feb.        |

| andata (3ª) | andata (3ª) | 3ª giornata        | ritorno (22ª) | ritorno (22ª) |
|             |             |                    |               |               |
| 16 set.     | 1-3         | Chievo-Lazio       | 1-0           | 26 gen.       |
| 16 set.     | 2-0         | Fiorentina-Catania | 1-2           | 27 gen.       |
| 16 set.     | 1-3         | Genoa-Juventus     | 1-1           | 26 gen.       |
| 15 set.     | 0-1         | Milan-Atalanta     | 1-0           | 27 gen.       |
| 16 set.     | 3-1         | Napoli-Parma       | 2-1           | 27 gen.       |
| 15 set.     | 1-1         | Palermo-Cagliari   | 1-1           | 27 gen.       |
| 16 set.     | 2-3         | Pescara-Sampdoria  | 0-6           | 27 gen.       |
| 16 set.     | 2-3         | Roma-Bologna       | 3-3           | 27 gen.       |
| 16 set.     | 2-2         | Siena-Udinese      | 0-1           | 27 gen.       |
| 16 set.     | 0-2         | Torino-Inter       | 2-2           | 27 gen.       |

| andata (4ª) | andata (4ª) | 4ª giornata      | ritorno (23ª) | ritorno (23ª) |
|             |             |                  |               |               |
| 23 set.     | 1-0         | Atalanta-Palermo | 2-1           | 3 feb.        |
| 23 set.     | 1-1         | Bologna-Pescara  | 3-2           | 3 feb.        |
| 23 set.     | 0-3         | Cagliari-Roma    | 4-2           | 1º feb.       |
| 23 set.     | 0-0         | Catania-Napoli   | 0-2           | 2 feb.        |
| 23 set.     | 0-2         | Inter-Siena      | 1-3           | 3 feb.        |
| 22 set.     | 2-0         | Juventus-Chievo  | 2-1           | 3 feb.        |
| 23 set.     | 0-1         | Lazio-Genoa      | 2-3           | 3 feb.        |
| 22 set.     | 1-1         | Parma-Fiorentina | 0-2           | 3 feb.        |
| 23 set.     | 1-1         | Sampdoria-Torino | 0-0           | 2 feb.        |
| 23 set.     | 2-1         | Udinese-Milan    | 1-2           | 3 feb.        |

| andata (5ª) | andata (5ª) | 5ª giornata         | ritorno (24ª) | ritorno (24ª) |
|             |             |                     |               |               |
| 26 set.     | 2-1         | Catania-Atalanta    | 0-0           | 10 feb.       |
| 26 set.     | 0-2         | Chievo-Inter        | 1-3           | 10 feb.       |
| 25 set.     | 0-0         | Fiorentina-Juventus | 0-2           | 9 feb.        |
| 26 set.     | 1-1         | Genoa-Parma         | 0-0           | 10 feb.       |
| 26 set.     | 2-0         | Milan-Cagliari      | 1-1           | 10 feb.       |
| 26 set.     | 3-0         | Napoli-Lazio        | 1-1           | 9 feb.        |
| 26 set.     | 1-0         | Pescara-Palermo     | 1-1           | 10 feb.       |
| 26 set.     | 1-1         | Roma-Sampdoria      | 1-3           | 10 feb.       |
| 27 set.     | 1-0         | Siena-Bologna       | 1-1           | 10 feb.       |
| 26 set.     | 0-0         | Torino-Udinese      | 0-1           | 10 feb.       |

| andata (6ª) | andata (6ª) | 6ª giornata      | ritorno (25ª) | ritorno (25ª) |
|             |             |                  |               |               |
| 30 set.     | 1-5         | Atalanta-Torino  | 1-2           | 17 feb.       |
| 30 set.     | 4-0         | Bologna-Catania  | 0-1           | 17 feb.       |
| 30 set.     | 1-2         | Cagliari-Pescara | 2-0           | 17 feb.       |
| 30 set.     | 2-1         | Inter-Fiorentina | 1-4           | 17 feb.       |
| 29 set.     | 4-1         | Juventus-Roma    | 0-1           | 16 feb.       |
| 30 set.     | 2-1         | Lazio-Siena      | 0-3           | 18 feb.       |
| 30 set.     | 4-1         | Palermo-Chievo   | 1-1           | 16 feb.       |
| 29 set.     | 1-1         | Parma-Milan      | 1-2           | 15 feb.       |
| 30 set.     | 0-1         | Sampdoria-Napoli | 0-0           | 17 feb.       |
| 30 set.     | 0-0         | Udinese-Genoa    | 0-1           | 17 feb.       |

| andata (5ª) | andata (5ª) | 5ª giornata         | ritorno (24ª) | ritorno (24ª) |
|             |             |                     |               |               |
| 26 set.     | 2-1         | Catania-Atalanta    | 0-0           | 10 feb.       |
| 26 set.     | 0-2         | Chievo-Inter        | 1-3           | 10 feb.       |
| 25 set.     | 0-0         | Fiorentina-Juventus | 0-2           | 9 feb.        |
| 26 set.     | 1-1         | Genoa-Parma         | 0-0           | 10 feb.       |
| 26 set.     | 2-0         | Milan-Cagliari      | 1-1           | 10 feb.       |
| 26 set.     | 3-0         | Napoli-Lazio        | 1-1           | 9 feb.        |
| 26 set.     | 1-0         | Pescara-Palermo     | 1-1           | 10 feb.       |
| 26 set.     | 1-1         | Roma-Sampdoria      | 1-3           | 10 feb.       |
| 27 set.     | 1-0         | Siena-Bologna       | 1-1           | 10 feb.       |
| 26 set.     | 0-0         | Torino-Udinese      | 0-1           | 10 feb.       |

| andata (6ª) | andata (6ª) | 6ª giornata      | ritorno (25ª) | ritorno (25ª) |
|             |             |                  |               |               |
| 30 set.     | 1-5         | Atalanta-Torino  | 1-2           | 17 feb.       |
| 30 set.     | 4-0         | Bologna-Catania  | 0-1           | 17 feb.       |
| 30 set.     | 1-2         | Cagliari-Pescara | 2-0           | 17 feb.       |
| 30 set.     | 2-1         | Inter-Fiorentina | 1-4           | 17 feb.       |
| 29 set.     | 4-1         | Juventus-Roma    | 0-1           | 16 feb.       |
| 30 set.     | 2-1         | Lazio-Siena      | 0-3           | 18 feb.       |
| 30 set.     | 4-1         | Palermo-Chievo   | 1-1           | 16 feb.       |
| 29 set.     | 1-1         | Parma-Milan      | 1-2           | 15 feb.       |
| 30 set.     | 0-1         | Sampdoria-Napoli | 0-0           | 17 feb.       |
| 30 set.     | 0-0         | Udinese-Genoa    | 0-1           | 17 feb.       |

| andata (7ª) | andata (7ª) | 7ª giornata        | ritorno (26ª) | ritorno (26ª) |
|             |             |                    |               |               |
| 7 ott.      | 2-0         | Catania-Parma      | 2-1           | 24 feb.       |
| 6 ott.      | 2-1         | Chievo-Sampdoria   | 0-2           | 24 feb.       |
| 7 ott.      | 1-0         | Fiorentina-Bologna | 1-2           | 26 feb.       |
| 6 ott.      | 1-1         | Genoa-Palermo      | 0-0           | 23 feb.       |
| 7 ott.      | 0-1         | Milan-Inter        | 1-1           | 24 feb.       |
| 7 ott.      | 2-1         | Napoli-Udinese     | 0-0           | 25 feb.       |
| 7 ott.      | 0-3         | Pescara-Lazio      | 0-2           | 25 feb.       |
| 7 ott.      | 2-0         | Roma-Atalanta      | 3-2           | 24 feb.       |
| 7 ott.      | 1-2         | Siena-Juventus     | 0-3           | 24 feb.       |
| 7 ott.      | 0-1         | Torino-Cagliari    | 3-4           | 24 feb.       |

| andata (8ª) | andata (8ª) | 8ª giornata       | ritorno (27ª) | ritorno (27ª) |
|             |             |                   |               |               |
| 21 ott.     | 2-1         | Atalanta-Siena    | 2-0           | 3 mar.        |
| 21 ott.     | 1-0         | Cagliari-Bologna  | 0-3           | 3 mar.        |
| 21 ott.     | 1-1         | Chievo-Fiorentina | 1-2           | 3 mar.        |
| 21 ott.     | 2-4         | Genoa-Roma        | 1-3           | 3 mar.        |
| 21 ott.     | 2-0         | Inter-Catania     | 3-2           | 3 mar.        |
| 20 ott.     | 2-0         | Juventus-Napoli   | 1-1           | 1º mar.       |
| 20 ott.     | 3-2         | Lazio-Milan       | 0-3           | 2 mar.        |
| 21 ott.     | 0-0         | Palermo-Torino    | 0-0           | 3 mar.        |
| 21 ott.     | 2-1         | Parma-Sampdoria   | 0-1           | 3 mar.        |
| 21 ott.     | 1-0         | Udinese-Pescara   | 1-0           | 3 mar.        |

| andata (7ª) | andata (7ª) | 7ª giornata        | ritorno (26ª) | ritorno (26ª) |
|             |             |                    |               |               |
| 7 ott.      | 2-0         | Catania-Parma      | 2-1           | 24 feb.       |
| 6 ott.      | 2-1         | Chievo-Sampdoria   | 0-2           | 24 feb.       |
| 7 ott.      | 1-0         | Fiorentina-Bologna | 1-2           | 26 feb.       |
| 6 ott.      | 1-1         | Genoa-Palermo      | 0-0           | 23 feb.       |
| 7 ott.      | 0-1         | Milan-Inter        | 1-1           | 24 feb.       |
| 7 ott.      | 2-1         | Napoli-Udinese     | 0-0           | 25 feb.       |
| 7 ott.      | 0-3         | Pescara-Lazio      | 0-2           | 25 feb.       |
| 7 ott.      | 2-0         | Roma-Atalanta      | 3-2           | 24 feb.       |
| 7 ott.      | 1-2         | Siena-Juventus     | 0-3           | 24 feb.       |
| 7 ott.      | 0-1         | Torino-Cagliari    | 3-4           | 24 feb.       |

| andata (8ª) | andata (8ª) | 8ª giornata       | ritorno (27ª) | ritorno (27ª) |
|             |             |                   |               |               |
| 21 ott.     | 2-1         | Atalanta-Siena    | 2-0           | 3 mar.        |
| 21 ott.     | 1-0         | Cagliari-Bologna  | 0-3           | 3 mar.        |
| 21 ott.     | 1-1         | Chievo-Fiorentina | 1-2           | 3 mar.        |
| 21 ott.     | 2-4         | Genoa-Roma        | 1-3           | 3 mar.        |
| 21 ott.     | 2-0         | Inter-Catania     | 3-2           | 3 mar.        |
| 20 ott.     | 2-0         | Juventus-Napoli   | 1-1           | 1º mar.       |
| 20 ott.     | 3-2         | Lazio-Milan       | 0-3           | 2 mar.        |
| 21 ott.     | 0-0         | Palermo-Torino    | 0-0           | 3 mar.        |
| 21 ott.     | 2-1         | Parma-Sampdoria   | 0-1           | 3 mar.        |
| 21 ott.     | 1-0         | Udinese-Pescara   | 1-0           | 3 mar.        |

| andata (9ª) | andata (9ª) | 9ª giornata        | ritorno (28ª) | ritorno (28ª) |
|             |             |                    |               |               |
| 28 ott.     | 1-3         | Bologna-Inter      | 1-0           | 10 mar.       |
| 28 ott.     | 0-1         | Catania-Juventus   | 0-1           | 10 mar.       |
| 28 ott.     | 2-0         | Fiorentina-Lazio   | 2-0           | 10 mar.       |
| 27 ott.     | 1-0         | Milan-Genoa        | 2-0           | 8 mar.        |
| 28 ott.     | 1-0         | Napoli-Chievo      | 0-2           | 10 mar.       |
| 28 ott.     | 0-0         | Pescara-Atalanta   | 1-2           | 10 mar.       |
| 28 ott.     | 2-3         | Roma-Udinese       | 1-1           | 9 mar.        |
| 28 ott.     | 0-1         | Sampdoria-Cagliari | 1-3           | 10 mar.       |
| 27 ott.     | 0-0         | Siena-Palermo      | 2-1           | 10 mar.       |
| 28 ott.     | 1-3         | Torino-Parma       | 1-4           | 10 mar.       |

| andata (10ª) | andata (10ª) | 10ª giornata     | ritorno (29ª) | ritorno (29ª) |
|              |              |                  |               |               |
| 31 ott.      | 1-0          | Atalanta-Napoli  | 2-3           | 17 mar.       |
| 31 ott.      | 4-2          | Cagliari-Siena   | 0-0           | 17 mar.       |
| 31 ott.      | 2-0          | Chievo-Pescara   | 2-0           | 17 mar.       |
| 1º nov.      | 0-1          | Genoa-Fiorentina | 2-3           | 17 mar.       |
| 31 ott.      | 3-2          | Inter-Sampdoria  | 2-0           | 3 apr.        |
| 31 ott.      | 2-1          | Juventus-Bologna | 2-0           | 16 mar.       |
| 31 ott.      | 1-1          | Lazio-Torino     | 0-1           | 17 mar.       |
| 30 ott.      | 2-2          | Palermo-Milan    | 0-2           | 17 mar.       |
| 31 ott.      | 3-2          | Parma-Roma       | 0-2           | 17 mar.       |
| 31 ott.      | 2-2          | Udinese-Catania  | 1-3           | 16 mar.       |

| andata (9ª) | andata (9ª) | 9ª giornata        | ritorno (28ª) | ritorno (28ª) |
|             |             |                    |               |               |
| 28 ott.     | 1-3         | Bologna-Inter      | 1-0           | 10 mar.       |
| 28 ott.     | 0-1         | Catania-Juventus   | 0-1           | 10 mar.       |
| 28 ott.     | 2-0         | Fiorentina-Lazio   | 2-0           | 10 mar.       |
| 27 ott.     | 1-0         | Milan-Genoa        | 2-0           | 8 mar.        |
| 28 ott.     | 1-0         | Napoli-Chievo      | 0-2           | 10 mar.       |
| 28 ott.     | 0-0         | Pescara-Atalanta   | 1-2           | 10 mar.       |
| 28 ott.     | 2-3         | Roma-Udinese       | 1-1           | 9 mar.        |
| 28 ott.     | 0-1         | Sampdoria-Cagliari | 1-3           | 10 mar.       |
| 27 ott.     | 0-0         | Siena-Palermo      | 2-1           | 10 mar.       |
| 28 ott.     | 1-3         | Torino-Parma       | 1-4           | 10 mar.       |

| andata (10ª) | andata (10ª) | 10ª giornata     | ritorno (29ª) | ritorno (29ª) |
|              |              |                  |               |               |
| 31 ott.      | 1-0          | Atalanta-Napoli  | 2-3           | 17 mar.       |
| 31 ott.      | 4-2          | Cagliari-Siena   | 0-0           | 17 mar.       |
| 31 ott.      | 2-0          | Chievo-Pescara   | 2-0           | 17 mar.       |
| 1º nov.      | 0-1          | Genoa-Fiorentina | 2-3           | 17 mar.       |
| 31 ott.      | 3-2          | Inter-Sampdoria  | 2-0           | 3 apr.        |
| 31 ott.      | 2-1          | Juventus-Bologna | 2-0           | 16 mar.       |
| 31 ott.      | 1-1          | Lazio-Torino     | 0-1           | 17 mar.       |
| 30 ott.      | 2-2          | Palermo-Milan    | 0-2           | 17 mar.       |
| 31 ott.      | 3-2          | Parma-Roma       | 0-2           | 17 mar.       |
| 31 ott.      | 2-2          | Udinese-Catania  | 1-3           | 16 mar.       |

| andata (11ª) | andata (11ª) | 11ª giornata        | ritorno (30ª) | ritorno (30ª) |
|              |              |                     |               |               |
| 4 nov.       | 1-1          | Bologna-Udinese     | 0-0           | 30 mar.       |
| 4 nov.       | 4-0          | Catania-Lazio       | 1-2           | 30 mar.       |
| 4 nov.       | 4-1          | Fiorentina-Cagliari | 1-2           | 30 mar.       |
| 3 nov.       | 1-3          | Juventus-Inter      | 2-1           | 30 mar.       |
| 3 nov.       | 5-1          | Milan-Chievo        | 1-0           | 30 mar.       |
| 4 nov.       | 1-1          | Napoli-Torino       | 5-3           | 30 mar.       |
| 4 nov.       | 2-0          | Pescara-Parma       | 0-3           | 30 mar.       |
| 4 nov.       | 4-1          | Roma-Palermo        | 0-2           | 30 mar.       |
| 4 nov.       | 1-2          | Sampdoria-Atalanta  | 0-0           | 30 mar.       |
| 4 nov.       | 1-0          | Siena-Genoa         | 2-2           | 30 mar.       |

| andata (12ª) | andata (12ª) | 12ª giornata      | ritorno (31ª) | ritorno (31ª) |
|              |              |                   |               |               |
| 11 nov.      | 3-2          | Atalanta-Inter    | 4-3           | 7 apr.        |
| 10 nov.      | 0-0          | Cagliari-Catania  | 0-0           | 7 apr.        |
| 11 nov.      | 2-2          | Chievo-Udinese    | 1-3           | 7 apr.        |
| 11 nov.      | 2-4          | Genoa-Napoli      | 0-2           | 7 apr.        |
| 11 nov.      | 3-2          | Lazio-Roma        | 1-1           | 8 apr.        |
| 11 nov.      | 1-3          | Milan-Fiorentina  | 2-2           | 7 apr.        |
| 11 nov.      | 2-0          | Palermo-Sampdoria | 3-1           | 7 apr.        |
| 11 nov.      | 0-0          | Parma-Siena       | 0-0           | 7 apr.        |
| 10 nov.      | 1-6          | Pescara-Juventus  | 1-2           | 6 apr.        |
| 11 nov.      | 1-0          | Torino-Bologna    | 2-2           | 6 apr.        |

| andata (11ª) | andata (11ª) | 11ª giornata        | ritorno (30ª) | ritorno (30ª) |
|              |              |                     |               |               |
| 4 nov.       | 1-1          | Bologna-Udinese     | 0-0           | 30 mar.       |
| 4 nov.       | 4-0          | Catania-Lazio       | 1-2           | 30 mar.       |
| 4 nov.       | 4-1          | Fiorentina-Cagliari | 1-2           | 30 mar.       |
| 3 nov.       | 1-3          | Juventus-Inter      | 2-1           | 30 mar.       |
| 3 nov.       | 5-1          | Milan-Chievo        | 1-0           | 30 mar.       |
| 4 nov.       | 1-1          | Napoli-Torino       | 5-3           | 30 mar.       |
| 4 nov.       | 2-0          | Pescara-Parma       | 0-3           | 30 mar.       |
| 4 nov.       | 4-1          | Roma-Palermo        | 0-2           | 30 mar.       |
| 4 nov.       | 1-2          | Sampdoria-Atalanta  | 0-0           | 30 mar.       |
| 4 nov.       | 1-0          | Siena-Genoa         | 2-2           | 30 mar.       |

| andata (12ª) | andata (12ª) | 12ª giornata      | ritorno (31ª) | ritorno (31ª) |
|              |              |                   |               |               |
| 11 nov.      | 3-2          | Atalanta-Inter    | 4-3           | 7 apr.        |
| 10 nov.      | 0-0          | Cagliari-Catania  | 0-0           | 7 apr.        |
| 11 nov.      | 2-2          | Chievo-Udinese    | 1-3           | 7 apr.        |
| 11 nov.      | 2-4          | Genoa-Napoli      | 0-2           | 7 apr.        |
| 11 nov.      | 3-2          | Lazio-Roma        | 1-1           | 8 apr.        |
| 11 nov.      | 1-3          | Milan-Fiorentina  | 2-2           | 7 apr.        |
| 11 nov.      | 2-0          | Palermo-Sampdoria | 3-1           | 7 apr.        |
| 11 nov.      | 0-0          | Parma-Siena       | 0-0           | 7 apr.        |
| 10 nov.      | 1-6          | Pescara-Juventus  | 1-2           | 6 apr.        |
| 11 nov.      | 1-0          | Torino-Bologna    | 2-2           | 6 apr.        |

| andata (13ª) | andata (13ª) | 13ª giornata        | ritorno (32ª) | ritorno (32ª) |  |
|              |              |                     |               |               |  |
| 18 nov.      | 3-0          | Bologna-Palermo     | 1-1           | 14 apr.       |  |
| 18 nov.      | 2-1          | Catania-Chievo      | 0-0           | 14 apr.       |  |
| 18 nov.      | 4-1          | Fiorentina-Atalanta | 2-0           | 13 apr.       |  |
| 18 nov.      | 2-2          | Inter-Cagliari      | 0-2           | 14 apr.       |  |
| 17 nov.      | 0-0          | Juventus-Lazio      | 2-0           | 15 apr.       |  |
| 17 nov.      | 2-2          | Napoli-Milan        | 1-1           | 14 apr.       |  |
| 19 nov.      | 2-0          | Roma-Torino         | 2-1           | 14 apr.       |  |
| 18 nov.      | 3-1          | Sampdoria-Genoa     | 1-1           | 14 apr.       |  |
| 18 nov.      | 1-0          | Siena-Pescara       | 3-2           | 13 apr.       |  |
| 18 nov.      | 2-2          | Udinese-Parma       | 3-0           | 14 apr.       |  |

| andata (14ª) | andata (14ª) | 14ª giornata      | ritorno (33ª) | ritorno (33ª) |
|              |              |                   |               |               |
| 25 nov.      | 0-1          | Atalanta-Genoa    | 1-1           | 20 apr.       |
| 26 nov.      | 0-1          | Cagliari-Napoli   | 2-3           | 21 apr.       |
| 25 nov.      | 0-0          | Chievo-Siena      | 1-0           | 21 apr.       |
| 27 nov.      | 3-0          | Lazio-Udinese     | 0-1           | 20 apr.       |
| 25 nov.      | 1-0          | Milan-Juventus    | 0-1           | 21 apr.       |
| 24 nov.      | 3-1          | Palermo-Catania   | 1-1           | 21 apr.       |
| 26 nov.      | 1-0          | Parma-Inter       | 0-1           | 21 apr.       |
| 25 nov.      | 0-1          | Pescara-Roma      | 1-1           | 21 apr.       |
| 25 nov.      | 1-0          | Sampdoria-Bologna | 1-1           | 21 apr.       |
| 25 nov.      | 2-2          | Torino-Fiorentina | 3-4           | 21 apr.       |

| andata (13ª) | andata (13ª) | 13ª giornata        | ritorno (32ª) | ritorno (32ª) |  |
|              |              |                     |               |               |  |
| 18 nov.      | 3-0          | Bologna-Palermo     | 1-1           | 14 apr.       |  |
| 18 nov.      | 2-1          | Catania-Chievo      | 0-0           | 14 apr.       |  |
| 18 nov.      | 4-1          | Fiorentina-Atalanta | 2-0           | 13 apr.       |  |
| 18 nov.      | 2-2          | Inter-Cagliari      | 0-2           | 14 apr.       |  |
| 17 nov.      | 0-0          | Juventus-Lazio      | 2-0           | 15 apr.       |  |
| 17 nov.      | 2-2          | Napoli-Milan        | 1-1           | 14 apr.       |  |
| 19 nov.      | 2-0          | Roma-Torino         | 2-1           | 14 apr.       |  |
| 18 nov.      | 3-1          | Sampdoria-Genoa     | 1-1           | 14 apr.       |  |
| 18 nov.      | 1-0          | Siena-Pescara       | 3-2           | 13 apr.       |  |
| 18 nov.      | 2-2          | Udinese-Parma       | 3-0           | 14 apr.       |  |

| andata (14ª) | andata (14ª) | 14ª giornata      | ritorno (33ª) | ritorno (33ª) |
|              |              |                   |               |               |
| 25 nov.      | 0-1          | Atalanta-Genoa    | 1-1           | 20 apr.       |
| 26 nov.      | 0-1          | Cagliari-Napoli   | 2-3           | 21 apr.       |
| 25 nov.      | 0-0          | Chievo-Siena      | 1-0           | 21 apr.       |
| 27 nov.      | 3-0          | Lazio-Udinese     | 0-1           | 20 apr.       |
| 25 nov.      | 1-0          | Milan-Juventus    | 0-1           | 21 apr.       |
| 24 nov.      | 3-1          | Palermo-Catania   | 1-1           | 21 apr.       |
| 26 nov.      | 1-0          | Parma-Inter       | 0-1           | 21 apr.       |
| 25 nov.      | 0-1          | Pescara-Roma      | 1-1           | 21 apr.       |
| 25 nov.      | 1-0          | Sampdoria-Bologna | 1-1           | 21 apr.       |
| 25 nov.      | 2-2          | Torino-Fiorentina | 3-4           | 21 apr.       |

| andata (15ª) | andata (15ª) | 15ª giornata         | ritorno (34ª) | ritorno (34ª) |
|              |              |                      |               |               |
| 2 dic.       | 2-1          | Bologna-Atalanta     | 1-1           | 27 apr.       |
| 30 nov.      | 1-3          | Catania-Milan        | 2-4           | 28 apr.       |
| 2 dic.       | 2-2          | Fiorentina-Sampdoria | 3-0           | 28 apr.       |
| 2 dic.       | 2-4          | Genoa-Chievo         | 1-0           | 28 apr.       |
| 2 dic.       | 1-0          | Inter-Palermo        | 0-1           | 28 apr.       |
| 1º dic.      | 3-0          | Juventus-Torino      | 2-0           | 28 apr.       |
| 2 dic.       | 2-1          | Lazio-Parma          | 0-0           | 28 apr.       |
| 2 dic.       | 5-1          | Napoli-Pescara       | 3-0           | 27 apr.       |
| 2 dic.       | 1-3          | Siena-Roma           | 0-4           | 28 apr.       |
| 2 dic.       | 4-1          | Udinese-Cagliari     | 1-0           | 27 apr.       |

| andata (16ª) | andata (16ª) | 16ª giornata      | ritorno (35ª) | ritorno (35ª) |
|              |              |                   |               |               |
| 8 dic.       | 2-1          | Atalanta-Parma    | 0-2           | 5 mag.        |
| 10 dic.      | 0-0          | Bologna-Lazio     | 0-6           | 5 mag.        |
| 9 dic.       | 0-2          | Cagliari-Chievo   | 0-0           | 4 mag.        |
| 9 dic.       | 2-1          | Inter-Napoli      | 1-3           | 5 mag.        |
| 9 dic.       | 0-1          | Palermo-Juventus  | 0-1           | 5 mag.        |
| 9 dic.       | 2-0          | Pescara-Genoa     | 1-4           | 5 mag.        |
| 8 dic.       | 4-2          | Roma-Fiorentina   | 1-0           | 4 mag.        |
| 10 dic.      | 0-2          | Sampdoria-Udinese | 1-3           | 5 mag.        |
| 9 dic.       | 1-3          | Siena-Catania     | 0-3           | 5 mag.        |
| 9 dic.       | 2-4          | Torino-Milan      | 0-1           | 5 mag.        |

| andata (15ª) | andata (15ª) | 15ª giornata         | ritorno (34ª) | ritorno (34ª) |
|              |              |                      |               |               |
| 2 dic.       | 2-1          | Bologna-Atalanta     | 1-1           | 27 apr.       |
| 30 nov.      | 1-3          | Catania-Milan        | 2-4           | 28 apr.       |
| 2 dic.       | 2-2          | Fiorentina-Sampdoria | 3-0           | 28 apr.       |
| 2 dic.       | 2-4          | Genoa-Chievo         | 1-0           | 28 apr.       |
| 2 dic.       | 1-0          | Inter-Palermo        | 0-1           | 28 apr.       |
| 1º dic.      | 3-0          | Juventus-Torino      | 2-0           | 28 apr.       |
| 2 dic.       | 2-1          | Lazio-Parma          | 0-0           | 28 apr.       |
| 2 dic.       | 5-1          | Napoli-Pescara       | 3-0           | 27 apr.       |
| 2 dic.       | 1-3          | Siena-Roma           | 0-4           | 28 apr.       |
| 2 dic.       | 4-1          | Udinese-Cagliari     | 1-0           | 27 apr.       |

| andata (16ª) | andata (16ª) | 16ª giornata      | ritorno (35ª) | ritorno (35ª) |
|              |              |                   |               |               |
| 8 dic.       | 2-1          | Atalanta-Parma    | 0-2           | 5 mag.        |
| 10 dic.      | 0-0          | Bologna-Lazio     | 0-6           | 5 mag.        |
| 9 dic.       | 0-2          | Cagliari-Chievo   | 0-0           | 4 mag.        |
| 9 dic.       | 2-1          | Inter-Napoli      | 1-3           | 5 mag.        |
| 9 dic.       | 0-1          | Palermo-Juventus  | 0-1           | 5 mag.        |
| 9 dic.       | 2-0          | Pescara-Genoa     | 1-4           | 5 mag.        |
| 8 dic.       | 4-2          | Roma-Fiorentina   | 1-0           | 4 mag.        |
| 10 dic.      | 0-2          | Sampdoria-Udinese | 1-3           | 5 mag.        |
| 9 dic.       | 1-3          | Siena-Catania     | 0-3           | 5 mag.        |
| 9 dic.       | 2-4          | Torino-Milan      | 0-1           | 5 mag.        |

| andata (17ª) | andata (17ª) | 17ª giornata      | ritorno (36ª) | ritorno (36ª) |
|              |              |                   |               |               |
| 16 dic.      | 3-1          | Catania-Sampdoria | 1-1           | 8 mag.        |
| 16 dic.      | 1-0          | Chievo-Roma       | 1-0           | 7 mag.        |
| 16 dic.      | 4-1          | Fiorentina-Siena  | 1-0           | 8 mag.        |
| 16 dic.      | 1-1          | Genoa-Torino      | 0-0           | 8 mag.        |
| 16 dic.      | 3-0          | Juventus-Atalanta | 1-0           | 8 mag.        |
| 15 dic.      | 1-0          | Lazio-Inter       | 3-1           | 8 mag.        |
| 16 dic.      | 4-1          | Milan-Pescara     | 4-0           | 8 mag.        |
| 16 dic.      | 2-3          | Napoli-Bologna    | 3-0           | 8 mag.        |
| 16 dic.      | 4-1          | Parma-Cagliari    | 1-0           | 8 mag.        |
| 15 dic.      | 1-1          | Udinese-Palermo   | 3-2           | 8 mag.        |

| andata (18ª) | andata (18ª) | 18ª giornata       | ritorno (37ª) | ritorno (37ª) |  |
|              |              |                    |               |               |  |
| 22 dic.      | 1-1          | Atalanta-Udinese   | 1-2           | 12 mag.       |  |
| 22 dic.      | 1-2          | Bologna-Parma      | 2-0           | 12 mag.       |  |
| 21 dic.      | 1-3          | Cagliari-Juventus  | 1-1           | 11 mag.       |  |
| 22 dic.      | 1-1          | Inter-Genoa        | 0-0           | 12 mag.       |  |
| 22 dic.      | 0-3          | Palermo-Fiorentina | 0-1           | 12 mag.       |  |
| 21 dic.      | 2-1          | Pescara-Catania    | 0-1           | 11 mag.       |  |
| 22 dic.      | 4-2          | Roma-Milan         | 0-0           | 12 mag.       |  |
| 22 dic.      | 0-1          | Sampdoria-Lazio    | 0-2           | 12 mag.       |  |
| 22 dic.      | 0-2          | Siena-Napoli       | 1-2           | 12 mag.       |  |
| 22 dic.      | 2-0          | Torino-Chievo      | 1-1           | 12 mag.       |  |

| andata (17ª) | andata (17ª) | 17ª giornata      | ritorno (36ª) | ritorno (36ª) |
|              |              |                   |               |               |
| 16 dic.      | 3-1          | Catania-Sampdoria | 1-1           | 8 mag.        |
| 16 dic.      | 1-0          | Chievo-Roma       | 1-0           | 7 mag.        |
| 16 dic.      | 4-1          | Fiorentina-Siena  | 1-0           | 8 mag.        |
| 16 dic.      | 1-1          | Genoa-Torino      | 0-0           | 8 mag.        |
| 16 dic.      | 3-0          | Juventus-Atalanta | 1-0           | 8 mag.        |
| 15 dic.      | 1-0          | Lazio-Inter       | 3-1           | 8 mag.        |
| 16 dic.      | 4-1          | Milan-Pescara     | 4-0           | 8 mag.        |
| 16 dic.      | 2-3          | Napoli-Bologna    | 3-0           | 8 mag.        |
| 16 dic.      | 4-1          | Parma-Cagliari    | 1-0           | 8 mag.        |
| 15 dic.      | 1-1          | Udinese-Palermo   | 3-2           | 8 mag.        |

| andata (18ª) | andata (18ª) | 18ª giornata       | ritorno (37ª) | ritorno (37ª) |  |
|              |              |                    |               |               |  |
| 22 dic.      | 1-1          | Atalanta-Udinese   | 1-2           | 12 mag.       |  |
| 22 dic.      | 1-2          | Bologna-Parma      | 2-0           | 12 mag.       |  |
| 21 dic.      | 1-3          | Cagliari-Juventus  | 1-1           | 11 mag.       |  |
| 22 dic.      | 1-1          | Inter-Genoa        | 0-0           | 12 mag.       |  |
| 22 dic.      | 0-3          | Palermo-Fiorentina | 0-1           | 12 mag.       |  |
| 21 dic.      | 2-1          | Pescara-Catania    | 0-1           | 11 mag.       |  |
| 22 dic.      | 4-2          | Roma-Milan         | 0-0           | 12 mag.       |  |
| 22 dic.      | 0-1          | Sampdoria-Lazio    | 0-2           | 12 mag.       |  |
| 22 dic.      | 0-2          | Siena-Napoli       | 1-2           | 12 mag.       |  |
| 22 dic.      | 2-0          | Torino-Chievo      | 1-1           | 12 mag.       |  |

| \| andata (19ª) \| andata (19ª) \| 19ª giornata \| ritorno (38ª) \| ritorno (38ª) \| \| \| \| \| \| \| \| 5 gen. \| 0-0 \| Catania-Torino \| 2-2 \| 19 mag. \| \| 6 gen. \| 1-0 \| Chievo-Atalanta \| 2-2 \| 19 mag. \| \| 6 gen. \| 0-2 \| Fiorentina-Pescara \| 5-1 \| 19 mag. \| \| 6 gen. \| 2-0 \| Genoa-Bologna \| 0-0 \| 19 mag. \| \| 6 gen. \| 1-2 \| Juventus-Sampdoria \| 2-3 \| 18 mag. \| \| 5 gen. \| 2-1 \| Lazio-Cagliari[93] \| 0-1 \| 19 mag. \| \| 6 gen. \| 2-1 \| Milan-Siena \| 2-1 \| 19 mag. \| \| 6 gen. \| 4-1 \| Napoli-Roma \| 1-2 \| 19 mag. \| \| 6 gen. \| 2-1 \| Parma-Palermo \| 3-1 \| 19 mag. \| \| 6 gen. \| 3-0 \| Udinese-Inter \| 5-2 \| 19 mag. \| |              |                    |               |               |
| andata (19ª) | andata (19ª) | 19ª giornata       | ritorno (38ª) | ritorno (38ª) |
| |              |                    |               |               |
| 5 gen. | 0-0          | Catania-Torino     | 2-2           | 19 mag.       |
| 6 gen. | 1-0          | Chievo-Atalanta    | 2-2           | 19 mag.       |
| 6 gen. | 0-2          | Fiorentina-Pescara | 5-1           | 19 mag.       |
| 6 gen. | 2-0          | Genoa-Bologna      | 0-0           | 19 mag.       |
| 6 gen. | 1-2          | Juventus-Sampdoria | 2-3           | 18 mag.       |
| 5 gen. | 2-1          | Lazio-Cagliari     | 0-1           | 19 mag.       |
| 6 gen. | 2-1          | Milan-Siena        | 2-1           | 19 mag.       |
| 6 gen. | 4-1          | Napoli-Roma        | 1-2           | 19 mag.       |
| 6 gen. | 2-1          | Parma-Palermo      | 3-1           | 19 mag.       |
| 6 gen. | 3-0          | Udinese-Inter      | 5-2           | 19 mag.       |

| andata (19ª) | andata (19ª) | 19ª giornata       | ritorno (38ª) | ritorno (38ª) |
|              |              |                    |               |               |
| 5 gen.       | 0-0          | Catania-Torino     | 2-2           | 19 mag.       |
| 6 gen.       | 1-0          | Chievo-Atalanta    | 2-2           | 19 mag.       |
| 6 gen.       | 0-2          | Fiorentina-Pescara | 5-1           | 19 mag.       |
| 6 gen.       | 2-0          | Genoa-Bologna      | 0-0           | 19 mag.       |
| 6 gen.       | 1-2          | Juventus-Sampdoria | 2-3           | 18 mag.       |
| 5 gen.       | 2-1          | Lazio-Cagliari     | 0-1           | 19 mag.       |
| 6 gen.       | 2-1          | Milan-Siena        | 2-1           | 19 mag.       |
| 6 gen.       | 4-1          | Napoli-Roma        | 1-2           | 19 mag.       |
| 6 gen.       | 2-1          | Parma-Palermo      | 3-1           | 19 mag.       |
| 6 gen.       | 3-0          | Udinese-Inter      | 5-2           | 19 mag.       |

## Statistiche

### Squadre

#### Capoliste solitarie
|    | —— | —— | ——  | —— | —— | —— | ——       | ——       | ——       | ——       | ——       | ——       | ——       | ——       | ——       | ——       | ——       | ——       | ——       | ——       | ——       | ——       | ——       | ——       | ——       | ——       | ——       | ——       | ——       | ——       | ——       | ——       | ——       | ——       | ——       | ——       | ——       | —— |  |
|    |    |    | Juv |    |    |    | Juventus | Juventus | Juventus | Juventus | Juventus | Juventus | Juventus | Juventus | Juventus | Juventus | Juventus | Juventus | Juventus | Juventus | Juventus | Juventus | Juventus | Juventus | Juventus | Juventus | Juventus | Juventus | Juventus | Juventus | Juventus | Juventus | Juventus | Juventus | Juventus | Juventus | Juventus |    |  |
|    |    |    |     |    |    |    |          |          |          |          |          |          |          |          |          |          |          |          |          |          |          |          |          |          |          |          |          |          |          |          |          |          |          |          |          |          |          |    |  |
|    |    |    |     |    |    |    |          |          |          |          |          |          |          |          |          |          |          |          |          |          |          |          |          |          |          |          |          |          |          |          |          |          |          |          |          |          |          |    |  |
| 1ª | 2ª | 3ª | 4ª  | 5ª | 6ª | 7ª | 8ª       | 9ª       | 10ª      | 11ª      | 12ª      | 13ª      | 14ª      | 15ª      | 16ª      | 17ª      | 18ª      | 19ª      | 20ª      | 21ª      | 22ª      | 23ª      | 24ª      | 25ª      | 26ª      | 27ª      | 28ª      | 29ª      | 30ª      | 31ª      | 32ª      | 33ª      | 34ª      | 35ª      | 36ª      | 37ª      | 38ª      |    |  |

#### Classifica in divenire
|            | 1ª | 2ª | 3ª | 4ª | 5ª | 6ª | 7ª | 8ª | 9ª | 10ª | 11ª | 12ª | 13ª | 14ª | 15ª | 16ª | 17ª | 18ª | 19ª | 20ª | 21ª | 22ª | 23ª | 24ª | 25ª | 26ª | 27ª | 28ª | 29ª | 30ª | 31ª | 32ª | 33ª | 34ª | 35ª | 36ª | 37ª | 38ª |
|            |    |    |    |    |    |    |    |    |    |     |     |     |     |     |     |     |     |     |     |     |     |     |     |     |     |     |     |     |     |     |     |     |     |     |     |     |     |     |
| ---------- | -- | -- | -- | -- | -- | -- | -- | -- | -- | --- | --- | --- | --- | --- | --- | --- | --- | --- | --- | --- | --- | --- | --- | --- | --- | --- | --- | --- | --- | --- | --- | --- | --- | --- | --- | --- | --- | --- |
| Atalanta   | -2 | -1 | 2  | 5  | 5  | 5  | 5  | 8  | 9  | 12  | 15  | 18  | 18  | 18  | 18  | 21  | 21  | 22  | 22  | 22  | 23  | 23  | 26  | 27  | 27  | 27  | 30  | 33  | 33  | 34  | 37  | 37  | 38  | 39  | 39  | 39  | 39  | 40  |
| Bologna    | 0  | 0  | 3  | 4  | 4  | 7  | 7  | 7  | 7  | 7   | 8   | 8   | 11  | 11  | 14  | 15  | 18  | 18  | 18  | 21  | 21  | 22  | 25  | 26  | 26  | 29  | 32  | 35  | 35  | 36  | 37  | 38  | 39  | 40  | 40  | 40  | 43  | 44  |
| Cagliari   | 0  | 1  | 2  | 2  | 2  | 2  | 5  | 8  | 11 | 14  | 14  | 15  | 16  | 16  | 16  | 16  | 16  | 16  | 16  | 19  | 20  | 21  | 24  | 25  | 28  | 31  | 31  | 34  | 35  | 38  | 39  | 42  | 42  | 42  | 43  | 43  | 44  | 47  |
| Catania    | 1  | 4  | 4  | 5  | 8  | 8  | 11 | 11 | 11 | 12  | 15  | 16  | 19  | 19  | 19  | 22  | 25  | 25  | 26  | 29  | 32  | 35  | 35  | 36  | 39  | 42  | 42  | 42  | 45  | 45  | 46  | 47  | 48  | 48  | 51  | 52  | 55  | 56  |
| Chievo     | 3  | 3  | 3  | 3  | 3  | 3  | 6  | 7  | 7  | 10  | 10  | 11  | 11  | 12  | 15  | 18  | 21  | 21  | 24  | 24  | 25  | 28  | 28  | 28  | 29  | 29  | 29  | 32  | 35  | 35  | 35  | 36  | 39  | 39  | 40  | 43  | 44  | 45  |
| Fiorentina | 3  | 3  | 6  | 7  | 8  | 8  | 11 | 12 | 15 | 18  | 21  | 24  | 27  | 28  | 29  | 29  | 32  | 35  | 35  | 35  | 36  | 36  | 39  | 39  | 42  | 42  | 45  | 48  | 51  | 51  | 52  | 55  | 58  | 61  | 61  | 64  | 67  | 70  |
| Genoa      | 3  | 3  | 3  | 6  | 7  | 8  | 9  | 9  | 9  | 9   | 9   | 9   | 9   | 12  | 12  | 12  | 13  | 14  | 17  | 17  | 17  | 18  | 21  | 22  | 25  | 26  | 26  | 26  | 26  | 27  | 27  | 28  | 29  | 32  | 35  | 36  | 37  | 38  |
| Inter      | 3  | 3  | 6  | 6  | 9  | 12 | 15 | 18 | 21 | 24  | 27  | 27  | 28  | 28  | 31  | 34  | 34  | 35  | 35  | 38  | 39  | 40  | 40  | 43  | 43  | 44  | 47  | 47  | 50  | 50  | 50  | 50  | 53  | 53  | 53  | 53  | 54  | 54  |
| Juventus   | 3  | 6  | 9  | 12 | 13 | 16 | 19 | 22 | 25 | 28  | 28  | 31  | 32  | 32  | 35  | 38  | 41  | 44  | 44  | 45  | 48  | 49  | 52  | 55  | 55  | 58  | 59  | 62  | 65  | 68  | 71  | 74  | 77  | 80  | 83  | 86  | 87  | 87  |
| Lazio      | 3  | 6  | 9  | 9  | 9  | 12 | 15 | 18 | 18 | 19  | 19  | 22  | 23  | 26  | 29  | 30  | 33  | 36  | 39  | 42  | 43  | 43  | 43  | 44  | 44  | 47  | 47  | 47  | 47  | 50  | 51  | 51  | 51  | 52  | 55  | 58  | 61  | 61  |
| Milan      | 0  | 3  | 3  | 3  | 6  | 7  | 7  | 7  | 10 | 11  | 14  | 14  | 15  | 18  | 21  | 24  | 27  | 27  | 30  | 31  | 34  | 37  | 40  | 41  | 44  | 45  | 48  | 51  | 54  | 57  | 58  | 59  | 59  | 62  | 65  | 68  | 69  | 72  |
| Napoli     | 3  | 6  | 9  | 10 | 13 | 16 | 19 | 19 | 22 | 22  | 23  | 26  | 27  | 30  | 33  | 33  | 33  | 36  | 39  | 42  | 43  | 46  | 49  | 50  | 51  | 52  | 53  | 53  | 56  | 59  | 62  | 63  | 66  | 69  | 72  | 75  | 78  | 78  |
| Palermo    | 0  | 0  | 1  | 1  | 1  | 4  | 5  | 6  | 7  | 8   | 8   | 11  | 11  | 14  | 14  | 14  | 15  | 15  | 15  | 15  | 16  | 17  | 17  | 18  | 19  | 20  | 21  | 21  | 21  | 24  | 27  | 28  | 29  | 32  | 32  | 32  | 32  | 32  |
| Parma      | 0  | 3  | 3  | 4  | 5  | 6  | 6  | 9  | 12 | 15  | 15  | 16  | 17  | 20  | 20  | 20  | 23  | 26  | 29  | 30  | 31  | 31  | 31  | 32  | 32  | 32  | 32  | 35  | 35  | 38  | 39  | 39  | 39  | 40  | 43  | 46  | 46  | 49  |
| Pescara    | 0  | 0  | 0  | 1  | 4  | 7  | 7  | 7  | 8  | 8   | 11  | 11  | 11  | 11  | 11  | 14  | 14  | 17  | 20  | 20  | 20  | 20  | 20  | 21  | 21  | 21  | 21  | 21  | 21  | 21  | 21  | 21  | 22  | 22  | 22  | 22  | 22  | 22  |
| Roma       | 1  | 4  | 4  | 7  | 8  | 8  | 11 | 14 | 14 | 14  | 17  | 17  | 20  | 23  | 26  | 29  | 29  | 32  | 32  | 32  | 33  | 34  | 34  | 34  | 37  | 40  | 43  | 44  | 47  | 47  | 48  | 51  | 52  | 55  | 58  | 58  | 59  | 62  |
| Sampdoria  | 2  | 5  | 8  | 9  | 10 | 10 | 10 | 10 | 10 | 10  | 10  | 10  | 13  | 16  | 17  | 17  | 17  | 17  | 20  | 21  | 21  | 24  | 25  | 28  | 29  | 32  | 35  | 35  | 36  | 36  | 36  | 37  | 38  | 38  | 38  | 39  | 39  | 42  |
| Siena      | -5 | -5 | -4 | -1 | 2  | 2  | 2  | 2  | 3  | 3   | 6   | 7   | 10  | 11  | 11  | 11  | 11  | 11  | 11  | 11  | 14  | 14  | 17  | 18  | 21  | 21  | 21  | 24  | 25  | 26  | 27  | 30  | 30  | 30  | 30  | 30  | 30  | 30  |
| Torino     | 0  | 3  | 3  | 4  | 5  | 8  | 8  | 9  | 9  | 10  | 11  | 14  | 14  | 15  | 15  | 15  | 16  | 19  | 20  | 23  | 26  | 27  | 28  | 28  | 31  | 31  | 32  | 32  | 35  | 35  | 36  | 36  | 36  | 36  | 36  | 37  | 38  | 39  |
| Udinese    | 0  | 0  | 1  | 4  | 5  | 6  | 6  | 9  | 12 | 13  | 14  | 15  | 16  | 16  | 19  | 22  | 23  | 24  | 27  | 30  | 30  | 33  | 33  | 36  | 36  | 37  | 40  | 41  | 41  | 42  | 45  | 48  | 51  | 54  | 57  | 60  | 63  | 66  |

#### Classifiche di rendimento

##### Rendimento andata-ritorno
| Andata     | Andata | Ritorno    | Ritorno |
|            |        |            |         |
| Juventus   | 44     | Juventus   | 43      |
| Napoli     | 39     | Milan      | 42      |
| Lazio      | 39     | Napoli     | 39      |
| Fiorentina | 35     | Udinese    | 39      |
| Inter      | 35     | Fiorentina | 35      |
| Roma       | 32     | Cagliari   | 31      |
| Milan      | 30     | Catania    | 30      |
| Parma      | 29     | Roma       | 30      |
| Udinese    | 27     | Bologna    | 26      |
| Catania    | 26     | Sampdoria  | 22      |
| Chievo     | 24     | Lazio      | 22      |
| Atalanta   | 22     | Chievo     | 21      |
| Torino     | 20     | Genoa      | 21      |
| Sampdoria  | 20     | Parma      | 20      |
| Pescara    | 20     | Siena      | 19      |
| Bologna    | 18     | Torino     | 19      |
| Genoa      | 17     | Inter      | 19      |
| Cagliari   | 16     | Atalanta   | 18      |
| Palermo    | 15     | Palermo    | 17      |
| Siena      | 11     | Pescara    | 2       |

##### Rendimento casa-trasferta
| Casa       | Casa | Trasferta  | Trasferta |
|            |      |            |           |
| Napoli     | 46   | Juventus   | 42        |
| Juventus   | 45   | Napoli     | 32        |
| Fiorentina | 43   | Milan      | 31        |
| Milan      | 41   | Fiorentina | 27        |
| Lazio      | 41   | Roma       | 27        |
| Catania    | 40   | Udinese    | 26        |
| Udinese    | 40   | Inter      | 26        |
| Roma       | 35   | Lazio      | 20        |
| Parma      | 33   | Chievo     | 19        |
| Cagliari   | 28   | Cagliari   | 19        |
| Inter      | 28   | Bologna    | 18        |
| Sampdoria  | 27   | Atalanta   | 18        |
| Chievo     | 26   | Catania    | 16        |
| Bologna    | 26   | Parma      | 16        |
| Atalanta   | 24   | Sampdoria  | 16        |
| Torino     | 24   | Genoa      | 16        |
| Siena      | 23   | Torino     | 15        |
| Palermo    | 22   | Siena      | 13        |
| Genoa      | 22   | Palermo    | 10        |
| Pescara    | 13   | Pescara    | 9         |

#### Primati stagionali
- Maggior numero di vittorie: Juventus (27)
- Minor numero di vittorie: Palermo e Pescara (6)
- Maggior numero di pareggi: Torino (16)
- Minor numero di pareggi: Pescara (4)
- Minor numero di sconfitte: Juventus (5)
- Maggior numero di sconfitte: Pescara (28)
- Miglior attacco: Napoli (73 gol fatti)
- Peggior attacco: Pescara (27 gol fatti)
- Miglior difesa: Juventus (24 gol subiti)
- Peggior difesa: Pescara (84 gol subiti)
- Miglior differenza reti: Juventus (+47)
- Peggior differenza reti: Pescara (−57)
- Miglior serie positiva: Milan (14 risultati utili consecutivi, dalla 19ª alla 32ª giornata)
- Maggior numero di vittorie consecutive: Juventus (9, dalla 28ª alla 36ª giornata)
- Maggior numero di pareggi consecutivi: Bologna (5, dalla 30ª alla 34ª giornata)
- Maggior numero di sconfitte consecutive: Pescara (8, dalla 25ª alla 32ª giornata)
- Partita con più reti: Torino - Napoli 3-5 (8)
- Partita con maggiore scarto di gol:' Sampdoria - Pescara 6-0 e Lazio - Bologna 6-0 (6)
- Maggior numero di reti in una giornata: 39 reti (15ª giornata)
- Minor numero di reti in una giornata: 16 reti (5ª e 37ª giornata)

### Individuali

#### Classifica marcatori
Durante il campionato furono messe a segno una cinquina, da parte di Miroslav Klose nella partita Lazio-Bologna 6-0, e una quadripletta, da parte di Mauro Icardi, nella partita Sampdoria-Pescara 6-0.
| Gol | Rigori |  | Giocatore           | Squadra    |
| --- | ------ |  | ------------------- | ---------- |
| 29  | 7      |  | Edinson Cavani      | Napoli     |
| 23  | 4      |  | Antonio Di Natale   | Udinese    |
| 16  |        |  | Stephan El Shaarawy | Milan      |
| 16  | 2      |  | Pablo Osvaldo       | Roma       |
| 15  |        |  | Erik Lamela         | Roma       |
| 15  |        |  | Miroslav Klose      | Lazio      |
| 15  | 3      |  | Giampaolo Pazzini   | Milan      |
| 15  | 5      |  | Germán Denis        | Atalanta   |
| 13  |        |  | Gonzalo Bergessio   | Catania    |
| 13  |        |  | Alberto Gilardino   | Bologna    |
| 13  | 1      |  | Stevan Jovetić      | Fiorentina |
| 12  |        |  | Rodrigo Palacio     | Inter      |
| 12  | 1      |  | Marco Sau           | Cagliari   |
| 12  | 2      |  | Marco Borriello     | Genoa      |
| 12  | 3      |  | Francesco Totti     | Roma       |
| 12  | 6      |  | Mario Balotelli     | Milan      |

### Media spettatori
Media spettatori della Serie A 2012-2013: 24 655.
| Club       | Pos. | Media  | Max.   | Totale  | Abbonamenti |
| ---------- | ---- | ------ | ------ | ------- | ----------- |
| Inter      | 1    | 46 551 | 79 341 | 884 462 | 35 226      |
| Milan      | 2    | 43 651 | 77 023 | 829 378 | 24 670      |
| Roma       | 3    | 40 179 | 54 981 | 763 402 | 24 822      |
| Napoli     | 4    | 39 636 | 58 143 | 753 080 | 10 330      |
| Juventus   | 5    | 38 600 | 40 562 | 733 401 | 27 442      |
| Lazio      | 6    | 31 992 | 51 461 | 607 843 | 20 546      |
| Fiorentina | 7    | 25 665 | 39 469 | 487 643 | 12 636      |
| Sampdoria  | 8    | 23 123 | 30 350 | 439 331 | 20 058      |
| Bologna    | 9    | 21 436 | 35 206 | 407 290 | 13 216      |
| Genoa      | 10   | 19 740 | 29 218 | 375 057 | 16 791      |
| Palermo    | 11   | 18 287 | 26 597 | 347 447 | 9 286       |
| Torino     | 12   | 15 615 | 25 753 | 296 684 | 8 539       |
| Udinese    | 13   | 15 506 | 27 543 | 294 616 | 15 146      |
| Atalanta   | 14   | 15 396 | 22 099 | 292 562 | 10 052      |
| Catania    | 15   | 13 862 | 20 381 | 263 377 | 8 992       |
| Parma      | 16   | 12 740 | 19 073 | 242 051 | 10 546      |
| Pescara    | 17   | 12 236 | 21 317 | 232 490 | 7 297       |
| Chievo     | 18   | 10 134 | 40 000 | 192 545 | 6 503       |
| Siena      | 19   | 9 582  | 15 373 | 182 057 | 6 869       |
| Cagliari   | 20   | 8 643  | 16 500 | 155 576 | 4 339       |

### Arbitri
Di seguito è indicata, in ordine alfabetico, la lista dei 36 arbitri che hanno preso parte alla Serie A 2012-2013. Tra parentesi è riportato il numero di incontri diretti. 
- Gianluca Aureliano (1)
- Luca Banti (18)
- Mauro Bergonzi (18)
- Francesco Borriello (1)
- Gianpaolo Calvarese (16)
- Domenico Celi (16)
- Antonio Damato (17)
- Andrea De Marco (17)
- Marco Di Bello (3)
- Aleandro Di Paolo (1)
- Daniele Doveri (16)
- Michael Fabbri (1)
- Claudio Gavillucci (1)
- Andrea Gervasoni (17)
- Piero Giacomelli (15)
- Antonio Giannoccaro (19)
- Marco Guida (16)
- Massimiliano Irrati (3)

- Federico La Penna (1)
- Maurizio Mariani (2)
- Davide Massa (16)
- Paolo Mazzoleni (17)
- Filippo Merchiori (1)
- Daniele Orsato (18)
- Emilio Ostinelli (2)
- Fabrizio Pasqua (1)
- Sebastiano Peruzzo (16)
- Riccardo Pinzani (2)
- Nicola Rizzoli (18)
- Diego Roca (1)
- Gianluca Rocchi (19)
- Andrea Romeo (18)
- Carmine Russo (16)
- Paolo Tagliavento (16)
- Dino Tommasi (3)
- Paolo Valeri (16)

## Copertura televisiva
Sono due gli operatori televisivi a proporre le partite di Serie A in diretta: Sky via satellite e Mediaset Premium via etere. La TV satellitare propone tutte le partite, mentre la piattaforma terrestre trasmette le gare delle 12 squadre scelte a inizio stagione (si tratta di 324 incontri su un totale di 380). I 56 scontri diretti fra le rimanenti 8 squadre sono visibili dunque in esclusiva assoluta su Sky. Per la stagione 2012-2013 le 12 squadre scelte da Mediaset Premium sono Juventus, Milan, Inter, Roma, Lazio, Napoli, Fiorentina, Palermo, Genoa, Torino, Atalanta e Catania (nelle due stagioni successive la TV terrestre avrà facoltà di sostituire quelle che non dovessero più militare in Serie A); rimane invenduto il pacchetto comprendente le partite per il digitale terrestre di Bologna, Cagliari, ChievoVerona, Parma, Pescara, Sampdoria, Siena e Udinese. La Lega Serie A ha quindi deciso di indire un nuovo bando per l'assegnazione dei diritti TV in chiaro e pay invenduti, che verranno offerti spacchettati in trattativa privata.